# Stephen Harper
Pour les articles homonymes, voir Harper.
Stephen Joseph Harper, né le 30 avril 1959 à Toronto (Ontario), est un homme d'État canadien. Il est premier ministre du Canada du 6 février 2006 au 4 novembre 2015.
Il représente la circonscription de Calgary Heritage à la Chambre des communes de 2015 à 2016, après avoir représenté Calgary-Ouest de 1993 à 1997, puis Calgary-Sud-Ouest de 2002 à 2015. Membre fondateur du Parti réformiste, il quitte le Parlement temporairement pour diriger la Coalition nationale des citoyens, un groupe de pression conservateur qui milite en faveur d'une réduction des impôts et du rôle du gouvernement. Après la démission de Stockwell Day de son poste de chef du parti, en 2002, Harper est élu chef de l'Alliance canadienne. En 2003, il réussit à conclure un accord avec Peter MacKay, chef du Parti progressiste-conservateur, pour fusionner les deux partis. Le 20 mars 2004, Harper est élu chef du nouveau Parti conservateur et il le reste jusqu'au 19 octobre 2015.
Le 23 janvier 2006, il remporte les élections fédérales face au premier ministre sortant Paul Martin. Il est assermenté avec son gouvernement le 6 février 2006, formant un gouvernement minoritaire et mettant un terme à plus de douze ans de gouvernement du Parti libéral. Le 14 octobre 2008, il est réélu comme premier ministre pour un deuxième mandat, dans un gouvernement minoritaire renforcé. Au cours de ce mandat, son gouvernement réussit à proroger le session parlementaire pour défaire une coalition potentielle des partis d'opposition. Par ailleurs, il affronte la crise économique de 2008 et ordonne une intervention militaire lors de la première guerre civile libyenne. Il est finalement renversé par une motion de censure pour « outrage au Parlement » en mars 2011. À la suite d'élections fédérales anticipées en 2011, il obtient la majorité absolue et est réélu pour un mandat de quatre ans. Durant son troisième mandat, il abolit le registre des armes d'épaule, retire le Canada du Protocole de Kyoto, lance une intervention militaire en Irak et en Syrie contre l'État islamique et affronte les scandales des appels automatisés des élections précédentes et des dépenses du Sénat.
Bien que Harper soit réélu lors des élections fédérales de 2015, les conservateurs sont battus par le Parti libéral. Son chef Justin Trudeau accède ainsi au poste de premier ministre. Le 25 mai 2016, Stephen Harper fait savoir qu'il quitte la vie politique et démissionnera de son mandat de député avant la reprise des travaux parlementaires ; sa démission est effective le 26 août 2016.

## Jeunesse et études
Harper naît le 30 avril 1959, à Toronto, où sa famille emménage quelques années plus tôt. Son père, qui est originaire de Moncton, est comptable agréé et travaille pour Imperial Oil. Durant l'été 1969, il suit des cours d'immersion française. Il entreprend ses études secondaires au Richview Collegiate Institute à Etobicoke, où il suit notamment des cours de français et de latin, et excelle en mathématiques et sciences. Déjà intéressé par la politique, il est membre du club des Jeunes libéraux. En 1978, il s'inscrit à l'Université de Toronto, mais abandonne ses études après deux mois et part pour Edmonton, où il obtient un travail à Imperial Oil. En 1980, il déménage à Calgary, où il travaille au service informatique de la même compagnie.
En 1981, il s'inscrit à un baccalauréat en économie à l'Université de Calgary qu'il complète en 1985. Il retournera plus tard à l'Université de Calgary pour compléter une maîtrise en économie dont il obtient le diplôme en 1991. Déçu de Pierre Elliott Trudeau et du Parti libéral à la suite de la mise en place du Programme énergétique national (PEN) en 1980, il abandonne le parti libéral et travaille activement à l'élection du député conservateur Jim Hawkes.

## Débuts politiques (1985-1993)
En 1985 et 1986, il est l'assistant de Jim Hawkes à Ottawa. Il est cependant rapidement déçu des politiques fiscales de Brian Mulroney et de Jim Hawkes, dont le comité recommande d'étendre les prestations d'assurance emploi à des groupes de personnes vulnérables. Déplorant aussi le fait que Mulroney n'ait pas été capable de révoquer le PEN avant 1986, il quitte Ottawa et retourne à Calgary où il s'inscrit à une maîtrise en économie.
En 1987, sur la recommandation du professeur Bob Mansell, il se rend à Vancouver pour participer à une conférence qui devait servir de tremplin à la fondation du Parti réformiste par Preston Manning. Il y présente un texte écrit conjointement avec John Weissenberger intitulé « A Taxpayers Reform Agenda ». Reprenant les arguments typiques de la droite, ils opposaient les intérêts des contribuables à ceux des fonctionnaires et groupes de pression dont le revenu dépend essentiellement des largesses de l'État. Ils recommandaient aussi la fin des nominations partisanes, une plus grande implication de la base dans les politiques du parti, la réduction de la taille de l'État et le rejet de l'Accord du lac Meech, parce qu'il accordait un statut spécial au Québec, en contradiction avec le principe d'égalité des provinces.
Le 30 octobre 1987, à l'assemblée de fondation du Parti réformiste à Winnipeg, il donne une conférence intitulée « Achieving Economic Justice in Confederation », dans laquelle il reprend des calculs selon lesquels l'État fédéral aurait extorqué aux provinces de l'Ouest quelque 70 milliards de dollars au profit des provinces de l'Est et particulièrement du Québec. Il dénonce le renforcement par Mulroney des exigences de bilinguisme dans la fonction publique, la montée de l'État providence et la faiblesse d'Ottawa face aux demandes du Québec. Il développe aussi la nécessité d'un traitement équitable de toutes les provinces et d'une représentation régionale au Sénat, selon la formule du « triple E ». Ce discours longuement acclamé valut à Harper d'être nommé directeur des politiques du parti réformiste.

Stephen Harper est aussi associé au Parti réformiste.

Nommé candidat dans la circonscription de Jim Hawkes à Calgary-Ouest, il prépare la plateforme électorale du parti, dont le slogan est The West wants in. Sur le plan des politiques sociales, ce document rejette les lois sur le salaire minimum, les allocations familiales, le crédit d'impôt pour enfant, l'exemption de personne mariée, les déductions pour garderie ainsi que les contributions fédérales d'assistance sociale, de pension et de logement subventionné. Il perd l'élection de 1988 par une large marge. Toutefois, Deborah Grey ayant été élue peu après, il devient son conseiller et rédige ses discours de 1988 à 1993.
En 1992, il s'oppose à Preston Manning sur la position à prendre vis-à-vis de l'Accord de Charlottetown, qu'il rejette radicalement, alors que son chef est plutôt enclin à une position de compromis. Sa position est très populaire auprès de la base du parti et finit par l'emporter.
Il remporte l'élection de 1993 face à Jim Hawkes et entre au Parlement avec 51 autres députés de son parti. Il semble avoir bénéficié d'une campagne publicitaire de 50 000 $ organisée par la Coalition nationale des citoyens visant à détruire l'image de Jim Hawkes, sans toutefois que soit mentionné le nom de Stephen Harper.

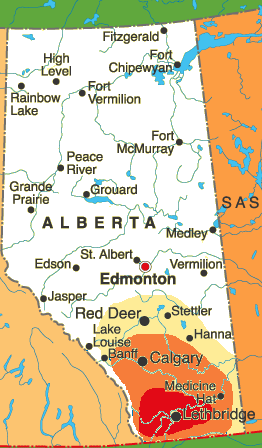
Stephen Harper a effectué tous ses mandats de simple député dans des circonscriptions électorales de l'Alberta.

## Député réformiste (1993-1997)
Député remarqué au Parlement, il se signale par ses positions modérées en matière sociale. Ainsi, il vote en première et seconde lecture en faveur de la mise sur pied d'un registre canadien des armes à feu, mais finit par voter contre afin de ne pas décevoir son électorat. Il s'oppose aussi à une résolution du caucus de son parti visant à exclure les homosexuels de la Charte canadienne des droits et libertés, mais il s'oppose à un projet de loi qui veut étendre les avantages fiscaux de personne mariée aux couples de même sexe.
Il est surtout actif sur le front constitutionnel. Au fil des ans, les rapports avec Manning sont devenus de plus en plus tendus. Dès 1994, il avait sapé la crédibilité de son chef en révélant à la presse que le Parti lui versait en cachette un supplément de salaire de 31 000 $ par an. Cette révélation avait fait scandale et créé de fortes tensions dans les rangs de son parti. Le 14 janvier 1997, il démissionne de son poste de député pour devenir vice-président de la Coalition nationale des citoyens (NCC),.

### Statut du Québec et référendum sur la séparation du Québec de 1995
En juin 1994, il dépose un projet de loi niant le droit du Québec à l'autodétermination et établissant la primauté de la Constitution du Canada. Harper brandira alors la menace de partition du territoire québécois advenant la séparation du Québec,. En cas d'une victoire du oui, la séparation du Québec devrait être négociée sans faire aucune concession. En même temps, au cas où le non l'emporterait, Manning et Harper proposent une réforme en profondeur du Canada, qui définirait plus clairement les juridictions respectives du fédéral et des provinces et qui confierait aux provinces nombre de pouvoirs alors exercés par Ottawa, notamment les responsabilités en matière de langue et de culture. Il rejette la politique du multiculturalisme et considère comme ridicule la notion selon laquelle le Canada serait défini par l'union de deux peuples fondateurs.
Il rédige en grande partie la stratégie de son parti sur le référendum québécois de 1995. Cette position insiste sur le principe d'égalité des provinces,, excluant toute entente particulière avec le Québec, comme celle dont Mulroney s'était fait le champion. Stephen Harper était pendant cette période référendaire pour le Québec et le Canada, le porte-parole du Parti réformiste en matière d'unité nationale.
Le 20 octobre 1996, il revient sur la question et dépose le projet de loi C-341, déterminant « les conditions auxquelles un référendum sur la séparation du Québec du Canada doit satisfaire pour être considéré comme l'expression véritable de la volonté de la population du Québec». L'article premier de ce projet de loi déclare que le Canada ne reconnaîtra pas ce référendum si la question est ambiguë ou obscure ou si elle signifie que le Québec aurait le droit de modifier unilatéralement la Constitution du Canada et le statut qui est le sien. Un autre article prévoit la tenue simultanée du référendum québécois avec un référendum fédéral comprenant deux questions : « a) le Québec devrait-il se séparer du Canada et devenir un pays indépendant sans lien juridique spécial avec le Canada - OUI ou NON? ». La seconde porte sur la partition du Québec : « b) si le Québec se sépare du Canada, ma municipalité devrait-elle se séparer du Québec et continuer de faire partie du Canada - Oui ou Non ? ». Enfin, un référendum pan-canadien devrait obligatoirement approuver la sécession éventuelle du Québec. Ce projet de loi, qui sera ensuite piloté par Preston Manning, est abandonné lors de la dissolution de la session parlementaire en avril 1997, mais il inspirera le jugement de la Cour suprême sur la question (1998) et la Loi sur la clarté référendaire parrainée par Stéphane Dion en 2000.

## Directeur de la Coalition nationale des citoyens (1997-2002)
La Coalition nationale des citoyens (NCC) est un groupe de pression conservateur financé principalement par des banques, des compagnies d'assurance et de grandes entreprises. En prenant la tête de cet organisme, Harper choisit de faire de la politique par d'autres moyens, en ayant à sa disposition des ressources importantes et une liberté de s'exprimer devant les médias qui n'est pas limitée par une ligne de parti.
Sous sa direction, cet organisme finance de nombreuses campagnes publicitaires et conteste devant les tribunaux des lois existantes. Il commence par investir 200 000 $ pour détruire l'image de deux députées libérales en Alberta lors de l'élection fédérale de 1997. Il appuie la campagne de Mike Harris en Ontario et noue des liens avec ses futurs alliés du Parti conservateur : Jim Flaherty, Tony Clement et John Baird. Il finance aussi la contestation de la Loi 101 par un groupe de parents francophones du Québec désireux d'envoyer leurs enfants à l'école anglaise, tout comme il appuie les démarches d'Alliance Québec pour faire abroger les dispositions de cette loi sur la prédominance du français dans l'affichage public. Il conteste aussi devant les tribunaux les modifications apportées par le gouvernement Chrétien à la Loi électorale en 2002, limitant les dépenses des tierces parties lors d'une élection; après une première victoire auprès de la Cour supérieure de l'Alberta, cette cause se rend jusqu'à la Cour suprême, où elle est déboutée par une décision presque unanime en 2004. Il multiplie les campagnes visant à l'abolition du monopole de la Commission canadienne du blé. Lors de l'élection provinciale en Alberta, il incite le public à voter pour n'importe quel candidat, sauf un libéral.
Harper multiplie aussi les interventions personnelles dans les médias, au moyen d'entrevues et d'articles. Il s'efforce de discréditer la notion selon laquelle le Québec est une société distincte et dénonce le « jeu patriotique » (patriot game) auquel se serait livré le Parti libéral en favorisant la reconnaissance de cette notion au détriment des provinces de l'Ouest. Dans un article écrit avec Tom Flanagan en réaction à la Déclaration de Calgary, en septembre 1997, il rejette le « mythe des deux peuples fondateurs » et déclare que, au lieu de chercher à apaiser le Québec, il faut au contraire s'y opposer,.
Il suit de près la transformation du Parti réformiste, qui devient l'Alliance canadienne sous la direction de Stockwell Day le 25 mars 2000. Après la défaite de ce parti aux élections d'octobre 2000, il écrit dans le National Post que le Canada est en train de devenir « un pays socialiste de deuxième ordre ». Il incite l'Alberta à établir un « coupe-feu » (firewall) autour de la province et à imiter le Québec en rapatriant tous les pouvoirs qui lui appartiennent en vertu de la Constitution : gestion du régime de pension, collecte des impôts, GRC provinciale et financement du système de santé. Tout en réclamant davantage d'autonomie pour cette province, il exclut toutefois l'idée d'une sécession. Il appuie aussi le principe d'un Sénat élu. En 2001, il dénonce la politique de bilinguisme officiel introduite sous le gouvernement Trudeau comme une coûteuse utopie.

## Chef de l'Alliance canadienne (2002-2004)
À la suite de divers scandales et maladresses, Stockwell Day cède sous la pression interne du parti et démissionne de son poste de chef de l'Alliance canadienne à l'été de 2001. Harper se lance alors dans la course à sa direction. Il fait installer dans son quartier général un système d'appels téléphoniques automatisés, avec lien à une base de données informatisée, capable de faire des milliers d'appels par jour et engage de surcroît une agence de télémarketing. L'investissement se révèle efficace et lui donne la victoire le 20 mars 2002 lors du premier tour de scrutin. Il se présente immédiatement à une élection partielle dans l'ancienne circonscription de Preston Manning à Calgary et remporte la victoire, devenant chef de l'opposition lors de son retour à la Chambre des communes, en mai 2002.
Interrogé sur la raison pour laquelle les provinces atlantiques n'avaient pas voté pour son parti, il répond que c'est parce qu'elles ont une culture de la défaite. L'Assemblée législative de la Nouvelle-Écosse adopte à l'unanimité une motion condamnant ses commentaires. Le premier ministre du Nouveau-Brunswick Bernard Lord et le chef progressiste-conservateur fédéral Joe Clark les condamnent également. Harper ne s'excuse cependant pas de ses paroles, mais attribue les réactions à des attaques partisanes.
Le 20 mars 2003, dans un discours à la Chambre dont certaines parties étaient plagiées de son homologue australien, Harper presse le gouvernement Chrétien de se joindre aux États-Unis dans leur invasion de l'Iraq. Il interviendra au total 37 fois en Chambre des communes en faveur d'un engagement actif dans ce conflit. En octobre 2008, lors d'un débat précédant le scrutin, il reconnaîtra finalement que cette guerre était une erreur.
Ses dix-huit premiers mois comme chef de l'opposition sont largement consacrés à la consolidation des éléments fracturés de l'Alliance canadienne, ainsi qu'à défier le gouvernement libéral et à encourager une union des forces alliancistes et progressistes-conservatrices. Le but de cette union était de présenter un seul parti de centre-droit aux prochaines élections fédérales, prévenant ainsi la division de l'électorat qui s'était produite dans le passé. Dans un discours intitulé « Rediscovering the Right Agenda », donné en juin 2003 à Civitas, une fondation privée, il expose les grandes lignes de son plan d'action. La pensée conservatrice serait divisée en deux grandes familles. L'une est dominée par des questions de fiscalité, de libre fonctionnement du marché et de retrait de l'État; l'autre est préoccupée par les questions sociales et religieuses, et facile à mobiliser dans la lutte contre l'avortement, l'euthanasie, le mariage gay et toute apparence de relativisme moral. La clé du pouvoir est de réussir à fusionner ces deux grandes tendances, en se plaçant au-dessus des différences religieuses.
À la suite de longues négociations, l'Alliance canadienne et le Parti Progressiste conservateur décident de fusionner en un nouveau parti nommé Parti conservateur du Canada. La nouvelle est annoncée le 16 octobre 2003 et ratifiée par les membres le 5 décembre. Le 12 janvier 2004, Harper annonce sa démission comme chef de l'opposition pour présenter sa candidature à la direction du Parti lors de l'assemblée de fondation tenue le 20 mars 2004. Il remporte la course facilement, avec une majorité lors du premier tour, contre Belinda Stronach et Tony Clement le 20 mars 2004.

## Chef du Parti conservateur (2004-2015)

### Élections fédérales de 2004
Lors des élections fédérales de juin 2004, Harper est à la tête des conservateurs, tandis que Paul Martin remplace Jean Chrétien comme chef du gouvernement depuis le 12 décembre 2003. Beaucoup considèrent que Harper a de bonnes chances de vaincre son adversaire, surtout après un rapport cinglant de la vérificatrice générale, Sheila Fraser, concernant le programme des commandites. En outre, Martin, qui est un bon gestionnaire de l'économie sous Chrétien, se révèle mauvais gardien des finances publiques dès lors qu'il est à la tête de l'État, accordant aux provinces deux fois plus d'argent en matière de soins de santé que ce qu'il avait d'abord promis, ce qui lui aliène une partie de l'électorat préoccupés par la fiscalité. D'autre part, la campagne conservatrice diffuse des messages trompeurs affirmant qu'il soutenait la pornographie infantile, afin de lui aliéner les conservateurs sociaux.
Paul Martin est cependant réélu avec un gouvernement minoritaire et 135 sièges, contre 99 pour les conservateurs, mais le Parti conservateur réussit à remporter des sièges en Ontario, alors que le Parti réformiste et l'Alliance canadienne n'étaient jamais parvenus à y faire des gains importants. Bien que ce dernier parti ait amélioré son score, par rapport aux 72 sièges qu'il détenait avant l'élection, il ne récolte que 29,6 % du vote populaire, moins que les 37,7 % que formaient les votes combinés obtenus par l'Alliance et les progressistes-conservateurs en 2000.

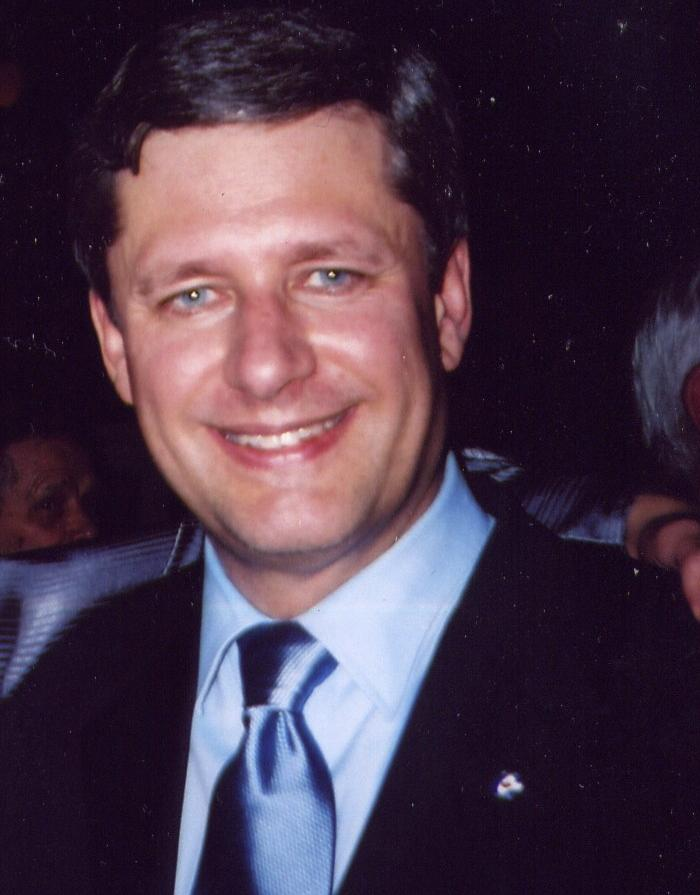
Stephen Harper lors de la campagne de 2004.

Le 9 septembre 2004, Harper tient une rencontre privée à Montréal avec Gilles Duceppe, du Bloc québécois, et Jack Layton du NPD. Il les convainc de signer une lettre adressée à la gouverneure générale du Canada, Adrienne Clarkson, dans laquelle ils rappellent qu'ensemble, ces trois partis possèdent la majorité et que, « en cas de dissolution de la Chambre, elle aurait la possibilité, en vertu de la Constitution, de consulter les chefs des partis de l'opposition et d'étudier toutes les options avant de déclencher un scrutin». Le même jour, ils tiennent une conférence de presse conjointe au cours de laquelle ils expriment leur volonté de modifier le fonctionnement du Parlement, de façon qu'il joue un rôle plus important dans les décisions politiques, en exigeant que les partis d'opposition soient également représentés en tant que président ou vice-président dans chacun des comités. Ce projet de coalition reviendra hanter Harper en janvier 2011.
En même temps qu'il s'assure la bienveillance de ces chefs de parti et qu'il concentre les attaques contre Paul Martin en revenant constamment sur le scandale des commandites, il fait des ouvertures au Québec. Contrairement à son opposition antérieure à la reconnaissance du caractère distinct du Québec et à son insistance sur un traitement égal de toutes les provinces, il appuie dès lors le principe d'un « fédéralisme asymétrique » et signale de façon positive la contribution du Québec à la confédération canadienne. Il multiplie les visites au Québec et se présente désormais comme partisan d'un « fédéralisme d'ouverture. De plus, afin d'améliorer son image dans cette province, le Parti conservateur décide de tenir son premier congrès à Montréal, du 17 au 19 mars 2005, en prenant soin d'adopter des positions plus modérées. À cette fin, il supprime de sa plate-forme l'opposition à l'avortement et au bilinguisme. L'opposition au mariage entre personnes de même sexe est maintenue avec un vote de trois délégués sur quatre. Pour éviter une révolte de la base, le caucus conservateur approuve une motion affirmant le droit des députés de voter selon leur conscience sur l'avortement, la définition du mariage et l'euthanasie. Harper reçoit un vote de confiance de 84 % des délégués.
En avril 2005, à la suite du témoignage de Jean Brault devant la Commission Gomery, dévoilant des versements illégaux dans le scandale des commandites, plusieurs sondages placent les conservateurs bien en avance des libéraux. Devant l'écroulement du soutien au gouvernement et les controversés amendements budgétaires proposés par le NPD, le parti conservateur fait pression sur Harper pour qu'il fasse tomber le gouvernement. En mai, celui-ci annonce que le gouvernement n'a plus « l'autorité morale pour gouverner » et il s'engage à le faire tomber dès que possible. Le Bloc québécois appuie cette position, tandis que le NPD donne son appui au gouvernement en échange d'amendements au budget, qui remplaceraient les réductions de taxe aux entreprises par des dépenses nouvelles en programmes sociaux. L'influente députée conservatrice Belinda Stronach quitte le caucus conservateur pour passer au Parti libéral. Le vote du 19 mai sur la deuxième lecture du budget passe avec l'appui des conservateurs ; toutefois, le projet de loi sur les amendements budgétaires du NPD reçoit 152 votes pour (libéraux, néo-démocrates et deux députés indépendants, dont Chuck Cadman) et 152 votes contre (conservateurs, bloquistes et un indépendant). Selon la tradition parlementaire, lorsqu'il y a égalité des voix, le président de la Chambre des communes doit voter pour trancher la question ; Peter Milliken vote en faveur des libéraux. Harper est sévèrement critiqué pour son échec. Il est aussi critiqué pour son appui au député conservateur Grumant Grewal, qui avait produit des cassettes contenant des enregistrements de conversations entre lui et Tim Murphy, chef du bureau du premier ministre, dans lesquels Grewal prétendait que Murphy lui avait offert un poste en échange de sa défection; il est apparu par la suite que les enregistrements avaient été truqués. Plusieurs années après ce vote, des rumeurs veulent que deux hauts responsables du Parti conservateur aient approché le député indépendant Chuck Cadman, qui souffrait d'un cancer en phase terminale, et lui auraient offert une police d'assurance-vie de un million de dollars en échange de son vote pour faire tomber le gouvernement. Si l'histoire était avérée, cette démarche serait passible de poursuites criminelles. Lorsqu'il avait été interrogé à ce sujet en 2005 par le journaliste Tom Zytaruk, Stephen Harper, alors chef de l'opposition, avait répondu « Je ne connais pas les détails. Je sais qu'il y a eu des discussions », ajoutant que « l'offre faite à Chuck visait seulement à le compenser au cas où il perdrait son poste à la suite d'une élection ». La GRC a conclu à la suite de son enquête qu'il n'y avait pas matière à poursuite. Harper nie toute implication et entame une poursuite de 3,5 millions de dollars contre le Parti libéral du Canada pour avoir reproduit sur son site web des affirmations de type diffamatoire. L'expert qui a examiné l'enregistrement contenant les propos de Harper conclut que la cassette n'avait pas été altérée.
Par ses mesures progressistes, Paul Martin contribue à fournir des armes à son adversaire. Il s'aliène une partie de l'électorat en instaurant un programme national de garderie. Cette mesure est décriée par les conservateurs fiscaux qui la considèrent comme coûteuse, tandis que les socio-conservateurs dénoncent l'intervention de l'État dans un domaine qu'ils confient plus volontiers à la mère au foyer. Harper promet de remplacer cette mesure par une allocation mensuelle de 100 $ par enfant de moins de 6 ans. Surtout, la légalisation du mariage entre personnes du même sexe, le 28 juin 2005, galvanise la droite socio-conservatrice d'une façon inouïe, incitant même des télévangélistes vedettes américains à tourner leur attention vers le Canada.
Le soutien au Parti libéral continue aussi à s'éroder à la suite de nouvelles révélations en provenance de la Commission Gomery. Le 24 novembre, Harper introduit une motion de non-confiance. Jack Layton propose une motion interdisant que des soins de santé puissent être privatisés. Devant le refus du gouvernement, il propose une motion de non-confiance, qui est adoptée par un vote de 171 à 133. C'était la première fois qu'un gouvernement était défait au Canada sur une motion de non-confiance présentée par l'opposition. En conséquence, le Parlement a été dissous et une élection est convoquée pour le 23 janvier 2006.

### Élections fédérales de 2006

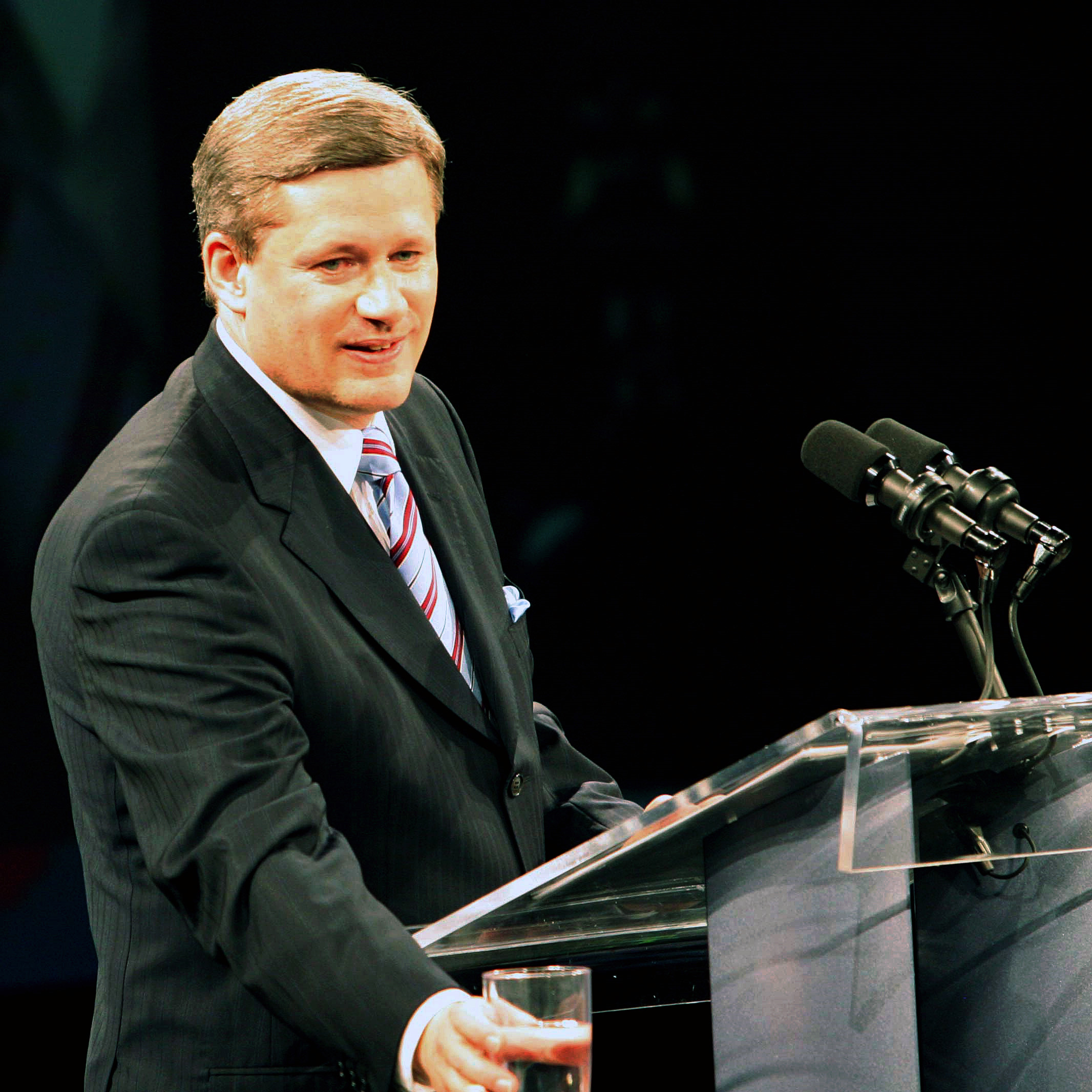
Stephen Harper, le soir de la victoire du 23 janvier 2006.

Après une longue campagne, Harper remporte l'élection face au premier ministre sortant Paul Martin. Toutefois, la lutte est serrée avec les libéraux, particulièrement dans les grandes villes, et il devient chef d'un gouvernement minoritaire avec 124 sièges contre 103 au PLC, 51 au Bloc et 29 au NPD.

### Élections fédérales de 2008
La gouverneure générale Michaëlle Jean annonce la dissolution du Parlement le 7 septembre 2008, à la demande du premier ministre Stephen Harper, alors chef d'un gouvernement minoritaire.
Les élections fédérales ont lieu le 14 octobre 2008. Il s’agissait de la 40e élection fédérale canadienne. Les résultats donnent de nouveau un gouvernement minoritaire, avec 143 sièges aux conservateurs de Stephen Harper, contre 77 au PLC de Stéphane Dion, 49 au Bloc québécois de Gilles Duceppe, 37 au NPD de Jack Layton et 2 indépendants.

### Élections fédérales de 2011
Le 25 mars 2011, le Parti libéral du Canada (PLC), accuse le gouvernement d'outrage au Parlement parce qu'il refuse de produire les documents sur les coûts qu'entraîneraient son projet de loi omnibus visant à augmenter le nombre de prisons, son programme d'achat d'avions militaires F-35 ainsi que les frais d'entretien qui en découleront, et les avantages fiscaux consentis aux entreprises. La motion de censure présentée à la Chambre des communes est votée par les 156 députés de l'opposition, tandis que les 145 députés conservateurs votent contre, ce qui conduit à la chute du gouvernement et à la convocation d'une élection fédérale anticipée.
Lors de la campagne électorale, il promet une baisse d’impôts pour les entreprises, la suppression du financement public des partis politiques, des coupes dans les dépenses sociales pour réduire le déficit, l'assouplissement des restrictions sur les armes à feux, ou encore un durcissement du Code criminel. Il bénéficie de l'appui du maire conservateur de Toronto, Rob Ford, dont la popularité lui vaut de nombreux sièges dans cette grande région. Au terme du scrutin, le Parti conservateur remporte, pour la première fois depuis son accession au pouvoir, la majorité absolue à la Chambre avec 166 députés sur 308, tandis que l'opposition officielle passe du Parti libéral du Canada au Nouveau Parti démocratique, qui franchit la barre des 100 sièges.

### Élections fédérales de 2015
Le 19 octobre 2015, le Parti conservateur perd les élections au profit du Parti libéral qui obtient une forte majorité. Stephen Harper démissionne en tant que chef de son parti, mais reste au Parlement du Canada comme député. Il démissionne de son siège de député en 2016 et se retire de la vie politique, fondant Harper & Associates Consulting Inc., société de conseil.

## Premier ministre du Canada (2006-2015)

### Cabinets
En février 2006, Stephen Harper forme le 28e conseil des ministres. Ce dernier compte 26 ministres, soit 11 de moins que dans le gouvernement précédent de Paul Martin. Alors que la majorité des députés conservateurs proviennent des provinces de l'Ouest, Harper choisit majoritairement des députés de l'Ontario et du Québec pour former son premier cabinet, dans l'intérêt de préserver un équilibre régional. La nomination de David Emerson au Commerce international suscite une controverse en raison de sa défection récente comme député du Parti libéral pour joindre les conservateurs. Le 3 mars 2006, le commissaire à l'éthique, Bernard Shapiro, lance une enquête préliminaire sur des allégations de conflit d'intérêts portées contre Emerson et Harper. Quelques semaines plus tard, Shapiro exonère Harper ainsi qu'Emerson de toute infraction à la lettre du règlement, mais estime que la défection de ces députés violait l'esprit du code d'éthique, et il encourage le parlement à modifier les lois et procédures sur les défections. Une autre controverse porte sur la nomination de Michael Fortier, stratège conservateur, comme ministre des Travaux publics ainsi que membre du Sénat, alors que celui-ci n'avait même pas été élu. On questionne également la nomination de Gordon O'Connor comme ministre de la Défense, alors qu'il avait fait carrière comme lobbyiste pour d'importants fournisseurs de matériel militaire.
En octobre 2008, le Cabinet se compose de 38 ministres, dont 11 femmes. Le Canada se classe ainsi comme ayant le plus grand nombre de ministres parmi les pays développés.
En mai 2011, le Cabinet compte 36 ministres. Il est remanié en profondeur le 15 juillet 2013, le nombre de ministres étant alors porté à 38, dont 12 femmes au lieu de 10.

### Politique environnementale

#### Protocole de Kyoto
Le Canada avait signé le protocole de Kyoto en 1997 et l'avait ratifié en 2002, comme 182 autres pays, mais n'avait pris aucune mesure concrète pour en atteindre les objectifs, se limitant à éduquer le public et à promouvoir des réductions volontaires. En conséquence, au lieu de baisser, les émissions de gaz à effet de serre (GES) avaient augmenté de 25 % entre 1990 et 2005, alors que le PIB augmentait de 52 % durant la même période. Un plan d'action, toutefois, était prêt : « La loi fédérale de l'environnement avait été amendée pour inclure les GES dans la liste des contaminants, ce qui devait permettre au gouvernement d'édicter par règlement les obligations de rapport et les modalités de reconnaissance, d'achat et de vente des crédits d'émissions».
En arrivant au pouvoir, en janvier 2006, Stephen Harper, qui avait dénoncé le protocole comme « un complot socialiste visant à soutirer de l'argent aux pays développés», critique fortement l'inaction du gouvernement libéral et promet de réduire les gaz à effet de serre de 65 % avant 2050. Il commence toutefois par annuler les programmes d'action volontaire mis en place par le gouvernement précédent, dont le plus important était le Défi d'une tonne, qui avait pourtant été évalué favorablement par le Ministère de l'environnement en juillet 2006 et qui avait contribué à sensibiliser la population canadienne à l'importance d'une action en matière environnementale.
Le 22 avril 2007, John Baird, ministre de l’environnement, présente un plan d’action pour réduire les gaz à effet de serre et la pollution atmosphérique. Ce plan impose des cibles obligatoires à l’industrie, afin que les émissions de gaz à effet de serre soient réduites de 20 % avant 2020, pour les établir à 627 mégatonnes au lieu des 784 émises en 2006. Il réglemente aussi la consommation de carburant des véhicules automobiles et des camions légers à compter de 2011, et renforce les normes d’efficacité énergétique d’un certain nombre de produits consommateurs d’énergie, y compris les ampoules électriques. Ce programme est sévèrement critiqué par les médias, qui en dénoncent la duplicité, l'absence de sérieux sur le plan environnemental et un coup sévère porté « à la réputation du Canada sur la scène internationale». Toutefois, dès le printemps 2013, les constructeurs automobiles commencent à diversifier leur offre de voitures électriques en prévision des nouvelles normes qui seront mises en vigueur en 2017.
Au cours de la campagne électorale de 2008, Stephen Harper promet de mettre en œuvre une bourse du carbone, dont il vante les mérites par opposition à la taxe carbone proposée par le candidat libéral Stéphane Dion et qui avait été recommandée par la Table ronde nationale sur l'environnement et l'économie. En 2009, afin de minimiser l'impact environnemental de l'exploitation des sables bitumineux, le ministre va jusqu'à exclure de son rapport officiel à l'ONU des données qui indiquaient une augmentation annuelle de 20 % de la pollution atmosphérique due à cette industrie. Finalement élu à la tête d'un gouvernement majoritaire en 2011, Stephen Harper annonce que le Canada se retire officiellement du Protocole. L'idée même d'une bourse du carbone est également abandonnée.
Au sommet de Copenhague, en décembre 2009, le Canada annonce qu'il prendra désormais comme base de calcul les émissions de carbone de l'année 2006 et présente son plan de réduction de 17 % pour 2020. En 2010, il annonce au sommet de Cancun que son gouvernement s’opposera à tout nouveau programme de réduction des GES. En 2012, les scénarios indiquent que ce modeste objectif ne sera pas atteint, et que les émissions de GES, qui étaient de 740 Mt en 2005 seront probablement de 720 Mt en 2020, soit une baisse de 3 %. Le rapport soumis aux Nations unies en octobre 2013 établit les projections à 734 mégatonnes, ce qui est inférieur de 128 mégatonnes à l'engagement pris à Copenhague.
Le gouvernement Harper défend son inaction en disant que toute réglementation des émissions dans le secteur énergétique doit être prise de concert avec les États-Unis, afin d'éviter que l'industrie pétrolière canadienne ne soit désavantagée par rapport à celle de son voisin. Or, aucune initiative n'est prévisible avant la prochaine élection présidentielle de 2017.
Le Canada est absent du sommet international sur les changements climatiques réunissant plus d’une centaine de chefs d’État à New York en septembre 2014  et refuse de dévoiler pour le 31 mars 2015 les plans de réduction des GES ainsi que l'ont fait nombre d'autres pays.

Stephen Harper a valorisé les sables bitumineux de l'Alberta.

Il lui fut aussi reproché d’affaiblir délibérément les protections environnementales en vigueur afin de favoriser l’industrie, notamment minière.

#### Sables bitumineux
Stephen Harper justifie sa politique en disant que le Canada est devenu « une superpuissance énergétique émergente ». En effet, l'exploitation des sables bitumineux de l'Alberta a permis à la production pétrolière canadienne de passer de 2 millions de barils par jour en 2002 à 3,5 millions en 2013, au point que, en 2013, le pétrole compte pour 25 % des exportations canadiennes. La production pourrait même atteindre 5 millions de barils par jour en 2018.
Or, le processus d'extraction de ce pétrole est très polluant, car il nécessite environ un baril de pétrole pour en produire deux, ce qui lui a valu le qualificatif de « sale » de la part de l'ancien vice-président américain Al Gore, qui reproche à l'industrie pétrolière de traiter l'atmosphère comme un égout à ciel ouvert. Un chercheur de la NASA estime que les sables bitumineux contiennent à eux seuls le double de la totalité du dioxyde de carbone émis par l'usage du pétrole dans le monde depuis le début de la civilisation.
Plutôt qu'un chiffre global d'émissions de GES, le gouvernement de Stephen Harper veut prendre comme base de calcul le facteur d'émission du processus d'extraction, qui mesure la quantité de carbone générée par la production d'un baril de pétrole. Selon certains calculs proposés par l'industrie, celui-ci ne serait que de 12 % supérieur à la moyenne des pétroles consommés en Europe, mais ce chiffre a été contesté et il pourrait en fait atteindre 37 %.
On a critiqué le faible taux d'investissement de l'industrie pétrolière en recherche et développement, mais la situation serait en train de changer, et de nouveaux procédés sont en cours d'expérimentation. Ainsi, Suncor, une des pétrolières les plus importantes au Canada, déclarait dans son rapport de 2011 avoir réduit le facteur d'émission de 50 % depuis 1990, alors que la moyenne n'est que de 26 %. Quant au total des émissions, il a augmenté de 300 % sur la période 1990-2009.

#### Lois sur l'évaluation environnementale
Le 18 octobre 2012, le gouvernement Harper introduit d'importantes modifications à la Loi sur la protection des eaux navigables, dans un sens déjà amorcé par des amendements effectués en mars 2009. La nouvelle loi, qui s'intitule Loi sur la protection de la navigation soustrait 99,9 % des cours d’eau et 99,7 % des lacs à la protection de la loi. Ne seront désormais protégés que des portions de 62 cours d’eau et 97 lacs — dont 87 sont situés dans des circonscriptions conservatrices. Inspirée en partie par l'industrie des oléoducs, cette loi vise à réduire les démarches administratives et à simplifier le processus d'évaluation environnementale, tout comme le projet de loi C-38, déposé au printemps 2012 et qui a été abondamment critiqué. Ces deux lois ont pour effet de donner carte blanche aux projets industriels, sans égard à leur impact sur les lacs et les rivières. La loi C-38 est très mal accueillie par les groupes environnementaux et par les juristes.
En novembre 2013, le gouvernement dévoile un nouveau train de mesures qui réduit les audiences environnementales entourant le forage de nouveaux puits de pétrole. Ceci s'applique au golfe du Saint-Laurent ainsi qu'à la mer de Beaufort, où les compagnies Imperial Oil, ExxonMobil et BP ont soumis des demandes de forage dans une zone de 100 km2 avec des profondeurs allant de 60 à 1 500 m.

#### Bilan environnemental
En novembre 2013, un rapport du commissaire à l’environnement et au développement durable du Canada, Neil Maxwell, « déplore avec insistance le manque de stratégies, de plans et de ressources requis pour maintenir et améliorer tout ce qui concerne le milieu naturel, de la biodiversité aux espèces menacées, en passant par les parcs nationaux ». Lors de la discussion de ce rapport au Parlement, les députés de l'Opposition déclarent que, outre le fait que « le Canada ne respecte pas ses engagements internationaux en vertu de la Convention sur la diversité biologique, le rapport révèle en plus que les conservateurs ont réduit la capacité scientifique et ont nui à la capacité d’Environnement Canada à mettre en œuvre des plans de gestion adéquats ». Le rapport de 2014 est aussi extrêmement critique de l'inaction gouvernementale en matière de sables bitumineux, de sécurité de la navigation dans l'Arctique et d'évaluation environnementale de projets industriels majeurs.
Dans un jugement rendu en février 2014, un juge de la Cour fédérale considère que le gouvernement a manqué à ses obligations légales de protection de quatre espèces en danger : l'esturgeon blanc, la baleine à bosse, le guillemot marbré et le caribou. En juillet 2014, le gouvernement élimine un projet de protection marine dans l'estuaire du Saint-Laurent. Cette décision, que certains jugent incompréhensible, éliminerait un important obstacle à l'établissement d'un port pétrolier à Cacouna.
Dans son rapport de 2013 évaluant les progrès réalisés par les 27 pays les plus industrialisés de l'OCDE, le Center for Global Development accorde au Canada la 27e position en matière de protection environnementale, notant que le Canada est le seul pays dont le score en la matière ait baissé depuis le début de ce genre d'étude en 2003. Ce résultat est dû au retrait du protocole de Kyoto, au fait que le Canada est un des plus grands émetteurs de GES per capita et que la faible taxation des produits pétroliers n'encourage pas la conservation. La France fait pression sur le Canada en vue d'obtenir son appui pour la conférence de Paris en 2015, où doit être renégocié le protocole de Kyoto.
Selon Steven Guilbeault du groupe Equiterre, « Le Canada est l’un des pays industrialisés au monde qui a le pire bilan en matière de lutte aux changements climatiques ».
Pour tenter de museler les groupes environnementaux, l'Agence du revenu du Canada a entrepris en 2013 de vérifier les livres d'une série de groupes environnementaux critiques de la politique gouvernementale, notamment Équiterre, Fondation Pembina, Environmental Defence, Ecology Action Center, West Coast Environmental Law, Tides Canada et la Fondation David Suzuki.

### Politique énergétique
Dès le début de son mandat, le gouvernement Harper a appuyé sans réserve le développement des sables bitumineux de l'Athabasca, en en minimisant systématiquement les effets négatifs sur l'environnement. À la fin de 2013, la nation indienne des Chipewyan conteste en justice la mine ouverte par Shell connue sous le nom de Jackpine extension, près de Fort McMurray. Cette action obtient une forte résonance médiatique grâce à l'appui du chanteur Neil Young qui fait une tournée sur le sujet en janvier 2014 à travers le Canada.

#### Keystone XL
En 2012, l'industrie du gaz et du pétrole représentait environ 8 % du produit intérieur brut (PIB) canadien, soit moins que l'industrie manufacturière, et les sables bitumineux de l'Alberta comptaient pour environ 60 % des revenus pétroliers.
Or, l'Alberta étant enclavé dans le continent, son pétrole ne peut atteindre les marchés extérieurs qu'en traversant des territoires placés sous d'autres juridictions. Jusqu'ici le pétrole est principalement vendu aux États-Unis, où il est raffiné, comptant pour 28 % des importations pétrolières du pays. Il y est acheminé au moyen du Keystone Pipeline. Ce dernier étant proche du point de saturation, les producteurs ont besoin d'un nouvel oléoduc, le Keystone XL, qui porterait la capacité de 591 000 à 1 100 000 barils par jour. Or, le projet a été dénoncé par James Hansen de la NASA et de nombreux groupes environnementaux, si bien que son adoption — que Harper avait déclarée comme étant quasi chose faite en 2011— attend toujours l'accord du président Obama en juin 2013. Selon plusieurs observateurs, le gouvernement conservateur paie le prix de son manque de vision. Dès 2008, en effet, « un conseiller à l'énergie du candidat Obama avait souligné l'importance pour le Canada de réduire l'impact des sables bitumineux, sans quoi cette source pétrolière « ne cadrerait pas » avec les objectifs à long terme du futur président».
Le gouvernement Harper, qui s'est donné comme priorité économique l'augmentation des exportations de pétrole, n'épargne aucun effort pour obtenir l'accord américain. Au printemps 2013, les visites de ministres à Washington se multiplient et le gouvernement fédéral augmente considérablement le budget de publicité visant à promouvoir Keystone. Stephen Harper lui-même s'est rendu à New York pour vanter l'aspect positif du projet sur le plan environnemental : « La seule question environnementale en cause ici est si nous voulons augmenter le flux de pétrole provenant du Canada par oléoduc ou par rail», le transport par rail étant moins sécuritaire et plus polluant. En septembre 2013, il aurait proposé au président Obama de mettre en place un plan conjoint de lutte contre les émissions de gaz à effet de serre dans le secteur pétrolier et du gaz naturel.
Pour sa part, le gouvernement de l'Alberta resserre les contrôles environnementaux afin de se donner une meilleure crédibilité auprès de l'administration Obama. Les questions environnementales se sont ainsi, au fil des ans, révélées incontournables pour l'exportation du pétrole. En 2011, le ministre de l'environnement, Peter Kent, vantait le pétrole canadien comme étant un « pétrole éthique », parce qu'il provient d'un pays qui protège les droits des femmes et qui ne se livre pas à des actes de terrorisme. Cette tentative de blanchir les sables bitumineux a été dénoncée par des groupes environnementaux,. Dans un autre effort d'innovation linguistique, le gouvernement Harper est allé jusqu'à qualifier les sables bitumineux d’« énergie renouvelable ».

Harper voulait favoriser l'oléoduc Énergie Est.

Devant la possibilité d'un refus américain, les producteurs cherchent aussi à accéder au marché chinois, en traversant la Colombie-Britannique par le Northern Gateway, ce qui suscite une vive opposition des milieux environnementaux. On envisage également d'acheminer le pétrole par l'oléoduc Énergie Est, dévoilé en août 2013 par TransCanada, afin d'alimenter le Québec et l'Est du Canada ainsi que les États américains voisins et le marché international. Au printemps 2013, on étudie même un projet d'acheminement vers le nord, par la vallée du Mackenzie jusqu'à la mer de Beaufort.
Pour faciliter et accélérer l'adoption de ces diverses routes, le gouvernement conservateur tente de discréditer les groupes environnementaux qui s'opposent au projet en les décrivant comme des « radicaux », « financés par des groupes de pression étrangers», étant donné que certains d'entre eux reçoivent des subventions de fondations américaines opposées à l'exploitation des sables bitumineux— tout en omettant de dire que le Fraser Institute, qui défend les politiques conservatrices, est lui-même financé par le groupe pétrolier américain Koch Industries. En 2012, le gouvernement modifie le processus d'évaluation environnementale et impose de sévères restrictions à la participation aux audiences publiques, mais celles-ci sont contestées en août 2013 devant la Cour supérieure de l'Ontario au nom de la Charte canadienne des droits et libertés.

#### Pétrole «sale» et marché européen
Le gouvernement Harper fait des pressions diplomatiques depuis 2010 pour éviter que l'Union européenne catégorise officiellement le pétrole des sables bitumineux comme « sale ». En mai 2013, le ministre Joe Oliver fait une tournée de promotion de ce pétrole en Europe et menace de poursuivre l'Union européenne devant l'OMC si le pétrole canadien était effectivement banni en raison de son intensité carbonique. Cette menace n'a pas eu l'effet escompté. Devant l'approche d'une décision européenne négative, le Canada repart à l'offensive en novembre 2013 avec la publication d'un rapport selon lequel le pétrole des sables bitumineux ne serait pas plus sale que certains pétroles provenant du Venezuela, d'Irak, du Nigeria et de Russie.

### Politiques sociales
Les politiques sociales sont fortement influencées par les groupes de pression religieux. En accord avec son église, l'Alliance chrétienne et missionnaire, Harper estime que « les programmes sociaux doivent être fournis par des communautés religieuses et non par l'État ». Les écoles confessionnelles privées reçoivent 26 millions de dollars en subventions.

#### Abolition du programme de garderies
Dès son premier budget, déposé en mai 2006, il abroge le programme national de garderies que venait d'instaurer Paul Martin et le remplace par une allocation de 1 200 $ par an par enfant de moins de 6 ans. Depuis sa mise en place, ce programme a coûté 17,5 milliards de dollars en sept ans — une somme qui aurait permis de financer 700 000 places de garderie par an.

#### Condition féminine et avortement
En 2009, le projet de loi C-10 retire aux fonctionnaires le droit de s'adresser à la Commission canadienne des droits de la personne pour trancher des cas de disparité salariale entre hommes et femmes.
En 2012, le gouvernement réduit de 40 % le budget de Condition féminine Canada, forçant cette agence gouvernementale à fermer 12 de ses 16 bureaux régionaux et à mettre de côté son mandat de lutte pour l'égalité. Peu après, il coupe le financement de l’Association nationale Femmes et Droit et celui de l’Institut canadien de recherches sur les femmes.
Tout en appuyant la résolution 2106 des Nations unies sur la Paix et la sécurité des femmes adoptée le 24 juin 2013, le gouvernement annonce qu'il ne financera pas de procédures d'avortement pour les victimes de viol dans un pays en guerre.

#### Abolition du programme de contestation judiciaire
Il abolit, en 2006, le Programme de contestation judiciaire, qui avait permis à des minorités de faire redresser des injustices en invoquant la Charte des droits et libertés. Ce programme est remplacé, en 2008, par le Programme d'appui aux droits linguistiques, dont la portée est restreinte au droit à l'emploi des langues officielles.

#### Lutte contre la pauvreté
Sur le plan de la lutte contre la pauvreté, Harper se démarque des politiques suivies par les précédents gouvernements. Lors d'une entrevue à CBC, le 29 janvier 1997, alors que la journaliste lui demandait comment donner suite à l'engagement que le Canada avait pris devant les Nations unies, en 1989, d'éliminer la pauvreté chez les enfants avant l'an 2000, il avait répondu : « Eh bien, je pense que la résolution de 1989 dont vous parlez représente probablement un sommet de stupidité politique dans ce pays. On avait alors le sentiment qu'il suffisait que le Parlement du Canada déclare illégale la pauvreté chez les enfants et qu'on jette assez d'argent pour y arriver. Je pense que les contribuables trouvent que nous jetons beaucoup d'argent dans les programmes sociaux. ». En 2010, un changement à la loi sur le recensement lui permettra d'éliminer du débat public des statistiques gênantes sur la question (voir ci-dessous Statistiques et recensement).
Le budget 2012 élimine le Conseil national du bien-être social, créé en 1969 pour conseiller le ministère des ressources humaines au sujet de la pauvreté. Le dernier rapport de cet organisme proposait un plan pour permettre à des millions de Canadiens de sortir de la pauvreté.

#### Refus de réformer le régime de pensions du Canada
En décembre 2013, le gouvernement rejette une demande de la première ministre de l'Ontario, Kathleen Wynne, visant à une réforme en profondeur du régime de pensions du Canada. Celle-ci estime que « les gouvernements ont le devoir de s'assurer que les futurs retraités disposent d'un revenu décent, grâce à un système «fiable» et «responsable». » Le montant de la pension pourrait être augmenté grâce à une augmentation des cotisations, mais Harper refuse une telle éventualité en la déclarant inopportune et, surtout, contraire à son idéologie selon laquelle un régime de retraite relève d'une responsabilité personnelle et ne devrait pas être géré par l'État. Cette position est critiquée comme étant à courte vue et insoutenable à long terme. Par la suite, Harper refuse d'aider l'Ontario à bonifier son régime de pension, ce qui crée des tensions avec la première ministre de cette province, Kathleen Wynne.

#### Retrait des subventions au logement abordable
Le gouvernement a annoncé le retrait progressif de tout financement au logement social. « L'aide fédérale aux logements abordables était de 3,6 milliards de dollars en 2010. Elle a chuté à environ 2,0 milliards aujourd'hui et ce n'est pas fini, elle descendra jusqu'à 1,8 milliard en 2016. Il s'agit là d'une compression de 52 % en six ans et ce, dans un contexte où la demande pour les logements sociaux est en hausse. » Le retrait, qui se fera au fur et à mesure de l'expiration des contrats d'exploitation et d'engagement hypothécaire, sera total en 2030. Environ 200 000 ménages à faible revenu habitent dans des logements coopératifs et sans but lucratif.

### Lois du travail

#### Embauche de travailleurs étrangers
Dès son arrivée au pouvoir, le gouvernement Harper facilite l'embauche de travailleurs temporaires étrangers. Alors que ceux-ci étaient environ 100 000 en décembre 2002, ils se chiffraient à plus de 250 000 en 2008 et à 500 000 en 2012. Le Canada est ainsi devenu un pays de travailleurs temporaires plutôt que d'immigrants.
En avril 2012, le ministre de l'immigration Jason Kenney assouplit encore le programme, en permettant de payer les travailleurs temporaires jusqu'à 15 % de moins que le salaire en vigueur. Cet afflux de travailleurs avec peu de droits légaux et payés en dessous du salaire minimum a un effet négatif sur le revenu des classes moyennes et le mouvement syndical. En mai 2013, des travailleurs canadiens remplacés par des travailleurs temporaires alertent l'opinion sur les effets de ce programme. À la fin de 2013, sous la pression du public, le gouvernement révise les règles et précise que les travailleurs temporaires doivent être payés au même salaire que les Canadiens,. Malgré cela, le programme produit surtout des effets négatifs, servant d'excuse aux employeurs pour recruter des milliers de travailleurs au salaire minimum ou pour éviter des coûts de formation. On craint aussi une augmentation d'immigrants illégaux lorsque les premiers permis de quatre ans, accordés en 2011, arriveront à expiration en avril 2015.

#### Attaques contre les syndicats
Une mesure contenue dans le projet de loi C-4 déposé en octobre 2013 prévoit donner au ministre le droit exclusif de déterminer les services, agences ou activités du gouvernement qui sont un service essentiel et interdits de droit de grève, alors que cela relevait auparavant de l'arbitrage.
Au congrès conservateur de l'automne 2013, les délégués s'attaquent à la formule Rand, en vertu de laquelle tous les employés d'une même organisation sont tenus de payer la cotisation syndicale dès lors qu'un syndicat y est légalement constitué. L'abolition de la formule Rand aurait pour effet d'affaiblir les syndicats, à un moment où ceux-ci sont déjà sous pression en raison de l'afflux de travailleurs temporaires. Les syndicats pourraient également être affaiblis par l'adoption éventuelle du projet de loi C-377, qui obligerait à divulguer toute leur stratégie de relations de travail, en exigeant d'eux des rapports extrêmement détaillés des activités effectuées par les responsables syndicaux, alors que de telles informations ne sont pas exigées de la part des employeurs, des associations patronales ni des ordres professionnels. En outre, le projet de loi C-525 modifierait les règles de formation d'un syndicat, de telle sorte qu'il serait extrêmement difficile d'en créer un nouveau ou de mener des négociations à terme.

#### Réforme de l'assurance-emploi
La réforme de l'assurance-emploi introduite dans le projet de loi omnibus C-38 adopté en juin 2012 est entrée en vigueur le 6 janvier 2013. L'objectif officiel est de faciliter le retour au travail des chômeurs en les aidant à trouver un emploi. La loi distingue entre trois catégories de prestataires: travailleur de longue date, prestataire fréquent et prestataire occasionnel. Pour chacune de ces catégories, la loi précise le nombre de semaines après lesquelles le prestataire doit chercher un emploi dans son domaine de qualification ou dans un domaine pour lequel il a des compétences, tout en acceptant une baisse de salaire qui peut être de 10 %, 20 % ou 30 % de son salaire antérieur.
Cette réforme affecte surtout les régions du pays où l'économie repose principalement sur des emplois saisonniers, comme la pêche, car celles-ci pourraient voir leur population active émigrer massivement. Fortement contestée par de nombreux groupes, elle a créé une « rare unanimité entre patrons, syndicats et groupes sociaux ». Au Québec, une commission d'enquête présidée par Gilles Duceppe a entendu 60 mémoires sur la question, dont la plupart dénoncent les impacts négatifs de cette réforme sur les industries des « jardiniers maraîchers, de la construction, du secteur forestier, du secteur touristique, de la restauration et de l’enseignement». Comme le signale l'Union des producteurs agricoles, cette réforme risque de faire disparaître les travailleurs temporaires dans un secteur qui en a absolument besoin.
La réforme a également été critiquée en raison des quotas de prestations que les fonctionnaires doivent parvenir à récupérer, qui sont de 485 000 $ par an par fonctionnaire. La ministre Diane Finley a nié l'existence de ces quotas en Chambre des communes. La fonctionnaire qui a révélé l'existence de ces quotas a été licenciée.

#### Tribunal de la sécurité sociale
Le gouvernement a créé le Tribunal de la sécurité sociale (TSS), qui est entré en vigueur le 1er avril 2013. Cet organisme a pour fonction d'entendre les appels en cas de déni de prestation, mais seulement après une deuxième analyse du dossier par la Commission de l’assurance-emploi. En huit mois d'activité, la TSS se signale par les délais très longs de traitement des demandes, ce qui décourage la vaste majorité des ayants droit. En outre, la décision du TSS de ne pas rendre publiques toutes ses décisions irrite le Barreau du Québec, qui la juge « inéquitable » et « inacceptable ».

### Justice

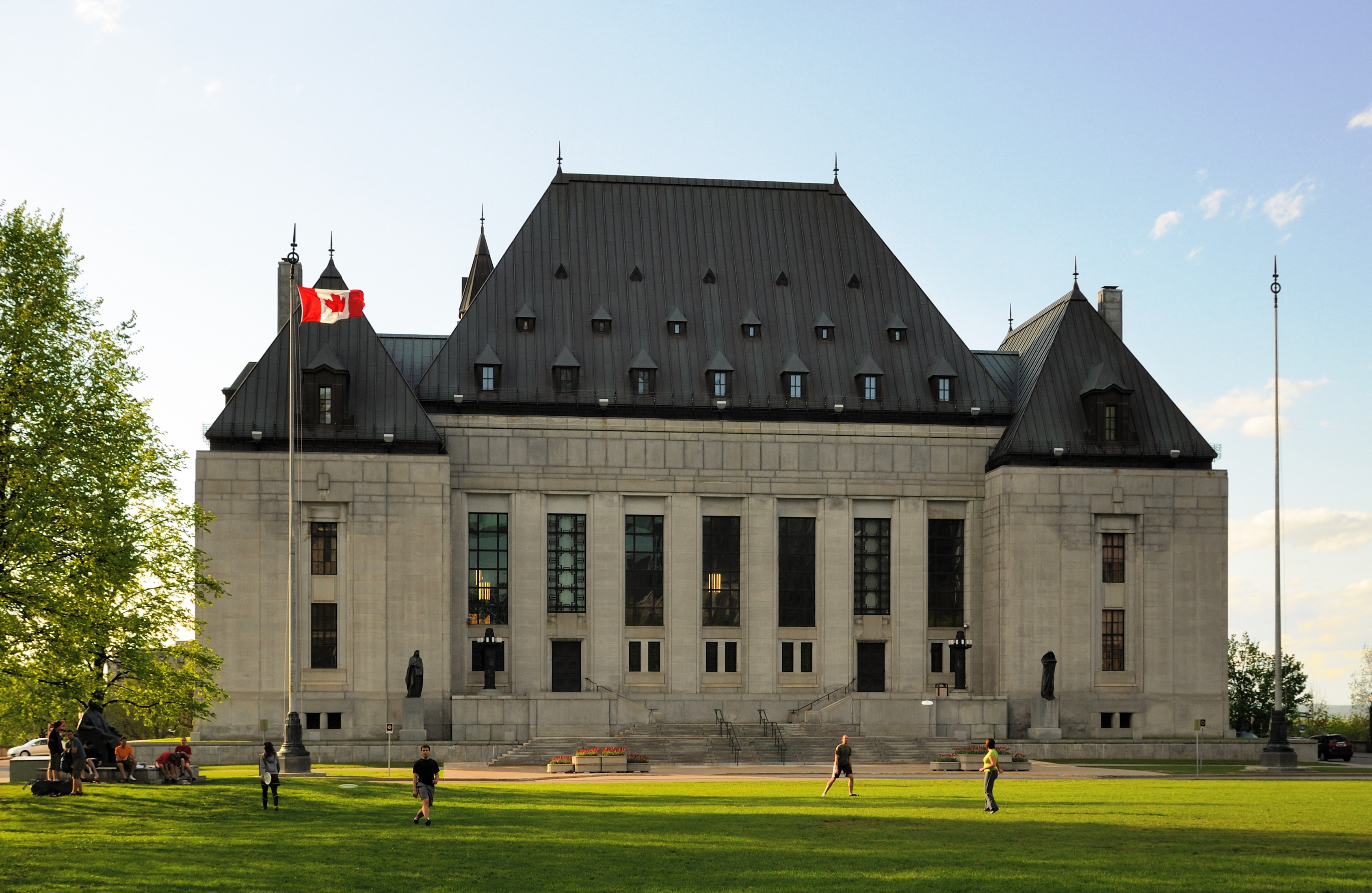
Harper intervient dans le processus de nomination des juges à la Cour suprême du Canada.

#### Cour suprême
Poursuivant une réforme du processus de nomination des juges déjà adoptée par Paul Martin, le juge en nomination doit désormais comparaître devant un comité spécial de 12 parlementaires. D'abord bien accueilli, ce processus est critiqué en raison du caractère anecdotique et futile des données révélées lors de cette comparution, le comité n'ayant pas d'autre pouvoir que d'entériner la nomination. L'opacité du processus de sélection est vivement critiquée, ainsi que la précipitation avec laquelle le gouvernement procède à cette comparution, ne laissant pas le temps aux parlementaires de s'informer sur les qualifications du candidat. À la suite des révélations, en mai 2014, sur les pratiques biaisées du processus de sélection, le gouvernement du Québec exige des changements.
La déclaration de Harper, en février 2007, selon laquelle il veut nommer des juges qui respectent ses objectifs législatifs a semé de l'inquiétude et été sévèrement critiquée. Un éditorial du Globe and Mail voit dans cette déclaration une volonté de transformation idéologique de la Cour. Antonio Lamer, ancien juge de la Cour suprême, estime que Harper fait fausse route en ce qui concerne l'indépendance du système judiciaire. En 2015, une étude révèle que Harper a nommé 600 des 840 juges dépendant de la magistrature fédérale.
Harper a fait sept nominations à la Cour suprême du Canada : Marshall Rothstein (1er mars 2006 – 31 août 2015 ), Thomas Cromwell (22 décembre 2008 – ), Andromache Karakatsanis (21 octobre 2011 – ), Michael Moldaver (21 octobre 2011– ), Richard Wagner (5 octobre 2012– ), Marc Nadon (3 octobre 2013 -), Clément Gascon, Russell Brown (31 août 2015 -)
La nomination de Rothstein et de Moldaver, tous deux unilingues anglophones, a été critiquée au Québec et Harper a reconnu plus tard que la nomination d'un juge unilingue était une erreur. Quant à la nomination du Québécois Richard Wagner, elle a eu pour effet de réduire à trois le nombre de femmes siégeant au plus haut tribunal du pays.
Le 3 octobre 2013, Harper annonce la nomination du conservateur Marc Nadon. Dès le 7 octobre, la légalité de cette nomination est contestée par l'avocat torontois Rocco Galati parce que Nadon, en tant que juge d'une cour fédérale, ne remplirait pas les conditions pour occuper un siège réservé à un juge de la Cour supérieure ou de la Cour d'appel du Québec,,. Pour légaliser sa nomination du juge Nadon, le gouvernement avait modifié les critères de sélection des juges québécois à la Cour suprême au moyen de deux amendements introduits dans son projet de loi C-4 à l'automne 2013. Or, « Or, la Loi constitutionnelle de 1982 stipule qu’il faut l’accord des deux Chambres du Parlement et de toutes les provinces pour modifier, notamment, « la composition de la Cour suprême du Canada », ce qui inclut le nombre de juges et leurs qualifications. » Le gouvernement québécois invoque cette clause constitutionnelle pour invalider la nomination du juge Nadon. Le 21 mars 2014, la Cour suprême invalide la nomination du juge Nadon. À la suite de ce jugement, Stephen Harper accuse la juge en chef de la Cour suprême Beverley McLachlin d'avoir interféré avec le processus de nomination —une accusation qui se révèle sans fondement et dangereuse pour la démocratie canadienne,. Après examen de l'affaire, l'Association internationale de justice demande à Stephen Harper et Peter MacKay de présenter des excuses à la juge en chef pour avoir mis en doute son intégrité.
À la suite de la nomination de Russell Brown en remplacement du juge Rothstein, des critiques déplorent son unilinguisme et se demandent s'il pourra siéger en toute impartialité compte tenu de ses prises de position publiques en faveur de Stephen Harper et de ses critiques envers la Cour suprême et Justin Trudeau. Cette nomination n'est pas examinée par un comité parlementaire, contrairement à l'engagement initial de Harper.

#### Code pénal et prisons
La loi C-10, sanctionnée en 2012, introduit de nombreuses modifications au code pénal. Son objectif est de punir plus sévèrement les coupables, au risque de réduire les possibilités de réhabilitation. Elle allonge les peines en général, impose des peines minimales pour certaines infractions criminelles, élimine la mise en liberté sous condition ainsi que le pardon, et restreint les possibilités de libération conditionnelle. Cette loi fait suite à une réforme du système correctionnel éliminant les six fermes-prisons du pays, qui offraient un moyen de réhabilitation et où travaillaient, en 2009, 300 des 13 286 détenus. Ces changements à la loi ont pour effet d'augmenter la population des prisons, qui est passée de 12 671 personnes en 2006 à 15 276 en juillet 2013, soit une augmentation de 20 %, alors même que le taux de criminalité continuait à baisser durant cette période. Cette surpopulation entraîne des craintes pour la sécurité du personnel et est à l'origine d'une grève sauvage des gardiens en Alberta au printemps 2013. Le coût du système correctionnel fédéral est passé de 1,6 milliard en 2005/06 à 3,1 milliards en 2013/14.
Si ces mesures ont été bien accueillies par les associations de victimes, elles ont été sévèrement critiquées par les médias ainsi que par la majorité des juges et des avocats, qui y voient un recul important en matière de justice. Un juge de la Cour de justice de l'Ontario rappelle que « si un système de punition rigoureux pouvait à lui seul rendre une société plus sûre, les États-Unis seraient l'endroit le plus sûr de la planète». Un grand journal s'étonne que le Canada s'engage dans une voie que les États-Unis ont abandonnée, car « ces mesures coûtent cher au contribuable, ne réduisent pas la récidive, n'ont pas permis de gagner la guerre contre la drogue et ont détruit des communautés».
En avril 2016, la Cour suprême rejette comme inconstitutionnelle cette loi sur les peines minimales de prison. C'est le dixième revers juridique pour les mesures mises en place par Harper.

#### Registre des armes d'épaule
En 2012, le gouvernement fait adopter un projet de loi abolissant le registre des armes de chasse. Cette loi a pour effet, notamment, d'éliminer l'obligation d'enregistrer les armes à feu non prohibées et d'entraîner la destruction obligatoire de tous les dossiers et registres relatifs à l'enregistrement de ces armes. Ce projet a suscité de vives réactions de la part du public. Divers groupes policiers ont exprimé leur opposition, notamment la GRC et la Fraternité des policiers de Montréal. L'opposition a été la plus vive au Québec, au point que le gouvernement québécois a demandé la possibilité de maintenir les données le concernant. Devant le refus du gouvernement Harper, le Québec est allé devant les tribunaux. La Cour supérieure lui a donné gain de cause, mais la Cour d'appel a renversé ce jugement le 24 juillet 2013. La Coalition pour le contrôle des armes envisage de soumettre l'affaire à la Cour suprême.
La destruction du registre dans les autres provinces du Canada aurait coûté 1 000 000 $. Dans le projet de loi sur le budget adopté en mai 2015, le gouvernement introduit une clause lui permettant à titre rétroactif d'avoir effacé les données du registre alors que celles-ci faisaient l'objet d'une demande d'accès à l'information. Les juristes signalent le dangereux précédent, dans une démocratie, que constitue une loi rétroactive.

#### Suramende compensatoire
Le projet de loi C-37 ou Loi sur la responsabilisation des contrevenants à l’égard des victimes, adopté le 19 juin 2013, prévoit que toute personne comparaissant devant un tribunal pour une infraction est condamnée à payer une « suramende compensatoire » équivalant à 30 % de l'amende prévue par la loi, ou, si aucune amende n'est prévue, une suramende de 100 $ en cas de déclaration de culpabilité par procédure sommaire et de 200 $ en cas de mise en accusation. Cette disposition, présentée comme destinée à financer un fonds pour les victimes d'actes criminels, est fort mal accueillie par les juges et a pour effet d'aggraver les tensions entre le milieu judiciaire et le gouvernement conservateur,.

#### Projet de loi sur la cyberintimidation
En novembre 2013, le gouvernement dépose le projet de loi C-13, censé lutter contre la cyberintimidation, mais qui vise en fait à réintroduire des mesures de surveillance de l'Internet comme tente de le faire le gouvernement depuis 2007. Le projet facilite l'accès aux métadonnées et inquiète par l'ampleur des pouvoirs accordés à la police et des actions qui seraient criminalisées. Il est vu comme une sérieuse menace à la vie privée. Comme le souligne une organisation de défense des libertés civiles, ce projet contient « 2,5 pages sur la cyberintimidation et 65 pages sur l'espionnage en ligne. »
En juin 2014, ce projet est aussi sévèrement critiqué par Daniel Therrien, qui venait d'être nommé commissaire à la protection de la vie privée. Celui-ci considère en effet que le projet de loi donne « carte blanche aux entreprises pour divulguer les informations personnelles de leurs clients à n’importe quel employé de l’État dans n’importe quelle circonstance » et élargit considérablement les catégories de personnels ayant accès à ces informations. Le rejet de ces critiques par le comité parlementaire inquiète un juriste expert en droits numériques.

#### Projet de loi C-51 sur la sécurité
En janvier 2015, le gouvernement Harper dépose un projet de loi visant à lutter contre le terrorisme, particulièrement le djihadisme. Celui-ci donnerait davantage de pouvoirs à la GRC et au Service canadien du renseignement de sécurité (SCRS). Plusieurs dispositions sont vivement critiquées en raison des atteintes qu'elles font aux libertés individuelles et parce qu'elles confèrent des pouvoirs policiers à un service d'espionnage, sans supervision adéquate. La notion de « terrorisme » telle que définie dans le projet de loi est extrêmement large et couvre toute « activité portant atteinte à la souveraineté, à la sécurité ou à l’intégrité territoriale du Canada » ou susceptible d'« entraver le fonctionnement d’infrastructures essentielles ». Une telle définition permettrait au SCRS d'espionner un parti politique luttant pour la souveraineté du Québec, une bande indienne bloquant une voie ferrée ou un groupe environnemental opposé à la construction d'un oléoduc,. En outre, le projet de loi ne prévoit pas de mécanisme assurant la coopération et le partage d'informations entre la GRC et le SCRS, ce qui est une sérieuse lacune selon le juge qui a enquêté sur l'explosion de l'avion Air India en 1985.
Devant l'opposition grandissante à son projet de loi, le gouvernement accepte de tenir des audiences entre le 9 et le 31 mars. Les cinquante déposants invités à témoigner devant le comité parlementaire représentent une grande variété de points de vue, mais n'incluent pas les anciens premiers ministres Clark, Turner, Chrétien et Martin, qui avaient publié un avis très critique sur ce projet de loi. Au terme des audiences, les amendements adoptés sont négligeables et le comportement du gouvernement est jugé peu conforme aux normes démocratiques,,

### Économie

#### Baisse des taxes et de l'impôt des sociétés
Dans sa plateforme électorale de 2006, Stephen Harper promet une réduction de la TPS. Une première réduction de 7 % à 6 % est présentée dans le budget déposé le 2 mai 2006 par le ministre des Finances Jim Flaherty et devient effective le 1er juillet 2006. On estime qu'elle coûte environ 4,5 milliards de dollars par an au gouvernement. Une deuxième réduction est effectuée le 1er janvier 2008, portant la taxe à 5 %.
Le taux fédéral d’imposition des profits des sociétés a été réduit de 22 % en 2007 à 19 % en 2009, puis à 16,5 % en 2010 et à 15 % en 2013. Ce taux, qui était de 36 % en 1992, est maintenant l’un des plus faibles des pays du G7. Une baisse de 1,5 % entraîne une réduction des recettes de 7,5 milliards de dollars par an. Le Nouveau Parti démocratique (NPD) s'est engagé à renverser ces baisses et à ramener le taux à 19,5 %. À ce taux s'ajoute la taxe provinciale, qui varie selon les provinces, allant de 16 % en Nouvelle-Écosse à 10 % en Alberta, ce qui donne, pour cette dernière, un taux combiné d'imposition de 25 %. À titre de comparaison, le taux combiné moyen d'Imposition sur les sociétés est de 39,1 % aux États-Unis. Quant au taux d'imposition des petites entreprises au Canada, il est passé de 12 % à 11 %.
Alors que la plupart des pays de l'OCDE prenaient, en septembre 2014, des mesures concertées pour éviter que les multinationales n'échappent à l'impôt grâce à des montages financiers dans des paradis fiscaux, le Canada évitait de s'engager dans cette voie.

#### Évolution du PIB
Entre 2006 et 2011, le PIB du Canada est passé de 1533 à 1620 milliards, soit une augmentation de 5,6 % ; à titre de comparaison, il était passé, entre 2000 et 2005, de 1321 à 1495 milliards, soit une augmentation de 13 %. Le Canada a donc éprouvé l'impact de la crise financière de 2008, mais grâce à ses institutions bancaires et à la bonne santé de ses finances, héritée du gouvernement antérieur, il s'en est mieux tiré que les autres pays développés, à l'exception de l'Australie; il a même été qualifié d'« étoile économique » par The Economist en 2010. Cela est dû principalement au Plan d'action économique déposé par Jim Flaherty en janvier 2009. Ce programme, de nature typiquement keynesienne et qui répondait en fait aux demandes des partis d'opposition, a injecté au total un montant de 47 milliards de dollars en projets d'infrastructure, entre 2009 et 2010, soit environ 3 % du PNB annuel. Au troisième trimestre 2013, la croissance du PIB s'est améliorée, pour atteindre un taux annuel de 2,7 %.

#### Évolution de la dette publique
En dépit de cela, la dette publique du Canada a augmenté de 160 milliards entre 2006 et 2013, pour se situer à 620 milliards de dollars. La croissance était en dessous de 2 % et le déficit budgétaire représentait 3 % du PNB, ce qui est le taux le plus élevé des pays du G8. Le gouvernement promet toutefois d'atteindre l'équilibre budgétaire en 2015, mais cela se fera en coupant dans les transferts effectués aux provinces en matière de santé. En effet, selon le budget annoncé en 2011, il est prévu que ces transferts, au lieu d'augmenter de 6 % par année ne progresseraient plus que de 3,9 %, ce qui entraînera une économie de 44 milliards par an et rejettera le fardeau fiscal sur les provinces.

#### Vente d'industries et déclin manufacturier
De nombreuses industries canadiennes ont été vendues à l'étranger. L'année 2008 a vu une frénésie de ces ventes, à tel point qu'un observateur étranger déclarait : « Le Canada a perdu plus de sièges sociaux que tout autre pays. Il a été réduit à une succursale industrielle et a beaucoup perdu de son importance sur la scène minière internationale.»
La montée du dollar canadien entre 2006 et 2013, due aux fortes exportations de pétrole, a eu pour effet de rendre les entreprises manufacturières moins compétitives, selon le phénomène du syndrome hollandais, ce qui a fait passer leur part du PIB de 18 % en 2000 à 10 % en 2013, entraînant la perte de 500 000 emplois et la fermeture de 20 000 usines.

#### Taux de chômage
Malgré la création, en mai 2013, de près de 95 000 nouveaux emplois, dont 54 000 pour les jeunes, le taux de chômage est demeuré au-dessus de 7 % depuis 2008 et il était encore de 14 % chez les jeunes en août 2013. En décembre 2013, le taux de chômage s'établissait à 7,2 %. Ces taux sont historiquement élevés par comparaison avec les gouvernements antérieurs.
Des analyses font voir que, entre 2006 et 2012, le personnel de la fonction publique a augmenté considérablement, notamment dans les services informatiques (15,3 %), les services financiers (35 %), le personnel de l'assurance-emploi (43 %), le service des douanes (54,6 %), les services correctionnels (31 %) et le Conseil du Trésor (163 %). Au total, le gouvernement a engagé 34 000 nouveaux fonctionnaires durant six ans. Tout en coupant dans les services sociaux, le budget 2013 accorde de substantielles augmentations au budget de fonctionnement des divers ministères, dont 7,4 % pour celui du premier ministre, 106,8 % pour celui de Bernard Valcourt et 58,8 % pour celui d'Oliver.

### Science et recherche
La politique de la recherche se caractérise par un contrôle du discours des scientifiques subventionnés (voir section Contrôle de l'information) de façon à éviter toute remise en question des politiques officielles. Ce contrôle, qui a commencé en 2008, est particulièrement rigoureux pour tout ce qui concerne le changement climatique, les pêcheries et les sables bitumineux, mais il s'étend à pratiquement tous les ministères. Même si les États-Unis avaient mis en place certaines mesures en ce sens sous la présidence de George Bush, on était très loin de ce qui se fait au Canada, selon le New York Times. Un sondage de la firme Environics réalisé en juin 2013 révèle que « 90 % des scientifiques employés au gouvernement fédéral ne se sentent pas libres de parler librement de leurs travaux aux médias. Si leur ministère prenait une décision susceptible de compromettre la santé et la sécurité publique ou de nuire à l’environnement, ils sont presque aussi nombreux (86 %) à dire qu’ils feraient face à la censure ou à des représailles s’ils parlaient ». Sur les 4 069 répondants, 24 % disent avoir dû omettre des informations ou les modifier et 37 % affirment avoir été empêchés de répondre à des questions du public et des médias au cours des cinq dernières années.
Le gouvernement a fermé des infrastructures de recherche ou mis fin à leur financement, comme c'est le cas avec la région des lacs expérimentaux et la Fondation canadienne pour les sciences de l'atmosphère. Il s'est retiré de la Déclaration de Vienne pour une politique basée sur des données scientifiques. En 2011, il a réduit ou supprimé le financement de programmes de recherche à Environnement Canada, portant sur le changement climatique et la qualité de l'air, la gestion des déchets, les services météorologiques, les ressources en eau potable, le plan d'action sur les sites contaminés et les espèces en voie de disparition. Les coupures s'accentuent en 2012 et 2013, affectant des dizaines de programmes dans tous les domaines: santé, alimentation, exploration spatiale, recherche arctique, centre d'étude sur la biodiversité, etc..
Nombreux sont les scientifiques qui voient dans ces diverses mesures une « guerre contre la science » et qui estiment que l'idéologie a pris le pas sur les données scientifiques. La mission du Conseil national de recherches a été réorientée, de façon à mettre l'accent sur des recherches pratiques susceptibles d'aider l'industrie plutôt que sur la recherche fondamentale. Cette décision a été critiquée comme étant à courte vue et susceptible de coûter cher au pays, à long terme. On craint notamment une fuite des meilleurs cerveaux vers l'étranger. Dans bien des cas, il appert que ce sont les intérêts du secteur privé qui dictent la politique plutôt que la recherche. Le mécontentement des milieux scientifiques s'est marqué par des manifestations de protestation en juillet 2012 et septembre 2013. En octobre 2014, une association scientifique américaine dénonce dans une lettre ouverte les barrières établies par gouvernement Harper en matière de collaboration et de divulgation de la recherche.
La faible performance du Canada en matière de recherche est confirmée le 21 mai 2013 par un rapport du Conseil des sciences, de la technologie et de l'innovation, selon lequel « le Canada affiche un rendement décevant en ce qui concerne l'investissement des entreprises dans la recherche-développement». La part du PIB consacrée à la recherche et au développement « a décliné de façon presque continue depuis une dizaine d'années» et s'établissait en 2011 à 0,89 %, ce qui classe le Canada au 25e rang sur 41 pays développés. Le Canada arrivait au 14e rang en compétitivité globale selon le classement du Forum économique mondial en 2013, alors qu'il se situait jadis dans le peloton de tête.

### Loi fédérale sur la responsabilité
Le 11 avril 2006, le président du Conseil du Trésor John Baird, au nom du gouvernement Harper, déposa la Loi fédérale sur la responsabilité et plan d'action. Le plan réduira les opportunités d'exercer de l'influence avec de l'argent en interdisant les dons politiques des entreprises, des syndicats, ainsi que les grands dons d'individus ; en instaurant une interdiction de cinq ans pour les anciens ministres, leurs assistants et les hauts fonctionnaires de faire du lobbyisme ; en assurant une protection aux divulgateurs ; et en augmentant le pouvoir du vérificateur général de retracer l'argent dépensé par le gouvernement. En juin 2006, la loi est adoptée, créant le poste de Commissaire aux conflits d’intérêts et à l’éthique.

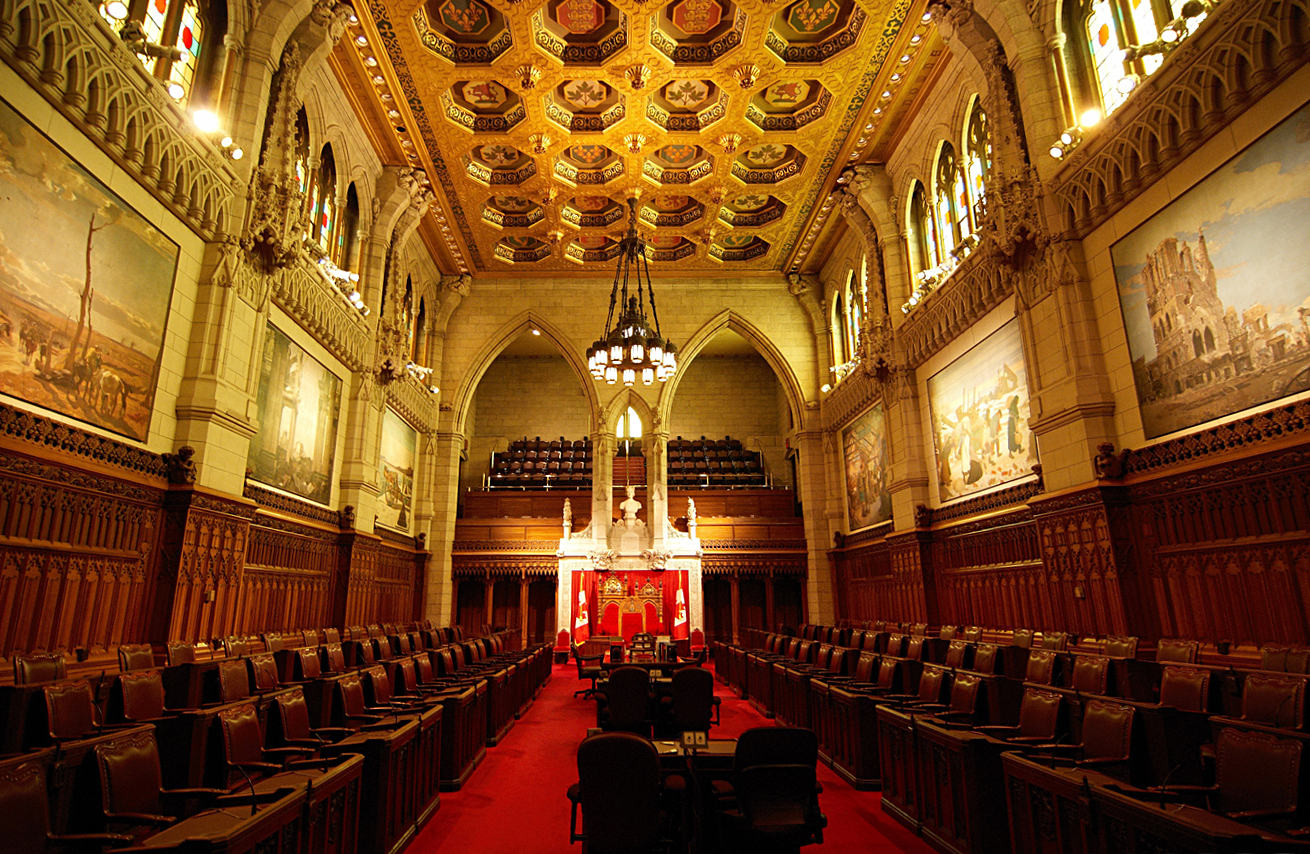
Stephen Harper voulait réformer le Sénat du Canada.

### Réforme du Sénat
Stephen Harper veut transformer le Sénat du Canada en un corps élu plutôt que nommé, selon un objectif précédemment proposé par le Parti réformiste du Canada. Le 30 mai 2006, le gouvernement introduit le projet de loi S-4 visant à limiter à 8 ans le mandat des sénateurs et à fixer à 75 ans l'âge de la retraite obligatoire. Le projet de loi C-7, déposé en juin 2011, limiterait le mandat des sénateurs à 9 ans et ils seraient choisis parmi des candidats élus par les provinces. Un projet de modification de la représentation des provinces et des territoires au Sénat est également envisagé. En février 2013, devant le manque d'entente avec les provinces, Stephen Harper demande un avis à la Cour suprême sur la constitutionalité de diverses modalités de réforme envisagées. Alors que la réponse de la Cour suprême sur cette question était attendue pour l'automne 2013, le Québec demande que le cas du juge Marc Nadon soit tranché avant que la Cour ne se prononce sur le Sénat, afin que les trois juges de la province puissent prendre part au jugement.
Entre son arrivée au pouvoir et le mois de février 2013, Stephen Harper nomme 52 des 54 sénateurs conservateurs sur les 105 sièges que compte le Sénat. Parmi ces nominations, on compte plusieurs candidats conservateurs défaits aux élections, tels Fabian Manning, Larry Smith, Josée Verner, Claude Carignan et Jean-Guy Dagenais. Il nomme aussi Carolyn Stewart-Olsen, son ex-attachée de presse, ainsi que Léo Housakos, dont la nomination suscite la controverse. Au printemps 2013, Patrick Brazeau, dont est contestée la nomination, sera exclu du caucus conservateur à la suite de divers scandales. Le sénateur Mac Harb est exclu du caucus libéral au début mai, en raison d'irrégularités dans ses comptes de dépenses. Peu après, Mike Duffy, censé représenter l'Île-du-Prince-Édouard, est exclu du caucus conservateur pour la même raison, qu'aggrave une tentative de dissimulation; il est suivi, le 17 mai, par la sénatrice conservatrice Pamela Wallin, coupable, elle aussi, d'avoir gonflé ses notes de frais.
Devant le scandale engendré par ces révélations (voir la section « Scandales » en fin d'article), le gouvernement pourrait opter pour l'abolition du Sénat, ainsi que le souhaitait déjà Harper dans les années 1980. Certains estiment que le premier ministre pourrait choisir de faire un référendum sur la question, soit en 2014, soit en même temps que l'élection fédérale de 2015. En avril 2014, la Cour suprême se prononce sur les questions posées par le gouvernement en donnant les réponses suivantes : le gouvernement ne peut pas décider unilatéralement que les sénateurs doivent être élus mais doit obtenir l'appui d'au moins sept provinces représentant 50 % de la population ; il en va de même en cas de modification de la durée du mandat des sénateurs ; l'abolition du Sénat exigerait le consentement de toutes les provinces.

### Réforme électorale
Le 30 mai 2006, le gouvernement dépose le projet de loi C-16 visant à modifier la loi électorale du Canada pour instaurer des élections à date fixe, devant se tenir « le troisième lundi d’octobre de la quatrième année civile qui suit le jour du scrutin de la dernière élection générale ». Cette loi est adoptée et sanctionnée le 3 mai 2007. La loi précise qu'il doit y avoir une élection le troisième lundi d'octobre (19 octobre) 2009 — qui devrait être la première élection à date fixe au Canada. Toutefois, un gouvernement minoritaire peut être défait aux Communes avant la fin de son mandat, ce qui déclenche automatiquement une élection.
En février 2014, le gouvernement dépose le volumineux projet de loi C-23 réformant la loi électorale. Ce projet hausse le plafond de dépenses permises en campagne et augmente de 25 % le montant maximal qu’un individu peut contribuer à un parti ou à un candidat, le faisant passer de 1 200 $ à 1 500 $, favorisant ainsi le parti appuyé par la frange la plus riche de la population. Il modifie la définition d'une dépense électorale soumise au plafond, une mesure qui, en raison de son flou, est considérée comme susceptible de fausser le jeu démocratique. Le projet réduit aussi considérablement les fonctions et pouvoirs d'Élections Canada, en enlevant au directeur des élections son pouvoir d'enquête, « faisant passer le commissaire aux élections fédérales, chargé de l'application de la loi, sous la juridiction du directeur des poursuites pénales », avec pour conséquence que le commissaire chargé d'enquêter dépendra du gouvernement plutôt que du Parlement. En outre, le directeur des élections ne pourra plus informer le public sur les enquêtes en cours portant sur des actions frauduleuses. Ce projet est vivement critiqué, même par le conservateur Preston Manning, qui estime qu'il faudrait renforcer les pouvoirs du directeur des élections et non les affaiblir. En mars 2014, l'influent journal Globe and Mail publie cinq éditoriaux successifs pressant M. Poilièvre, ministre responsable de cette réforme, de modifier substantiellement son projet afin d'en éliminer des clauses troublantes et dangereuses pour la démocratie. Peu après, un groupe d'universitaires de divers pays dénonce le projet de loi dans une lettre ouverte, estimant qu'il « mine l'intégrité du processus électoral canadien, réduit l'efficacité d'Élections Canada, renforce l'importance de l'argent en politique et encourage des biais partisans dans l'administration du vote.» La réputation du Canada comme « gardien de la démocratie » serait donc sérieusement menacée si un tel projet devenait loi.

### Statistiques et recensement
En juillet 2010, le ministre Tony Clement met fin à l’obligation pour tous les Canadiens de remplir le formulaire long lors du recensement quinquennal, en invoquant le fait que de nombreux renseignements peuvent être obtenus par le croisement de bases de données administratives. Une telle mesure était réclamée depuis longtemps par la Coalition nationale des citoyens, dont Harper a été président de 1998 à 2002.
La mesure est mal accueillie par de nombreux spécialistes, notamment le directeur de Statistique Canada, Munir Sheikh, qui démissionne le 21 juillet en signe de protestation. Le débat sur la question reprend au printemps 2013, lors de la publication de l'analyse du recensement 2011. Comme le taux de réponse est inférieur à 50 % dans de nombreuses communautés, il n'est pas possible de tirer des conclusions valides.
Dans l'ensemble, on constate que la nouvelle formule complique —ou rend impossible— la tâche des organismes chargés de planifier le développement urbain, la construction d'écoles, d'hôpitaux, de logements à loyer modique et de services aux immigrants. De plus, en raison du faible taux de réponse aux deux extrêmes de l'échelle des revenus, il n'est plus possible d'évaluer de façon précise le pourcentage de la population en dessous du seuil de pauvreté. Plusieurs soulignent que le changement de formule a entraîné des coûts supplémentaires pour des résultats inutilisables et se demandent si l'opération de recensement, qui a coûté 652 000 000 $, peut encore être financièrement justifiée sous sa forme actuelle.
Le gouvernement a aussi réduit de 20 % le budget de Statistique Canada entre 2012 et 2014, entraînant une importante réduction de son personnel et la suppression de 34 programmes, notamment sur l'évolution des revenus et de l'emploi ainsi que sur l'état de santé de la population. En outre, cet organisme n'est plus à même de produire des données précises sur la part des investissements étrangers en matière de logement, sur la solvabilité des emprunteurs ou en matière d'emploi,. La réforme de l'assurance-emploi et l'octroi de visas à des travailleurs étrangers temporaires sont dès lors basés sur des données peu fiables faisant état d'une pénurie de main-d'œuvre qui n'existe pas.

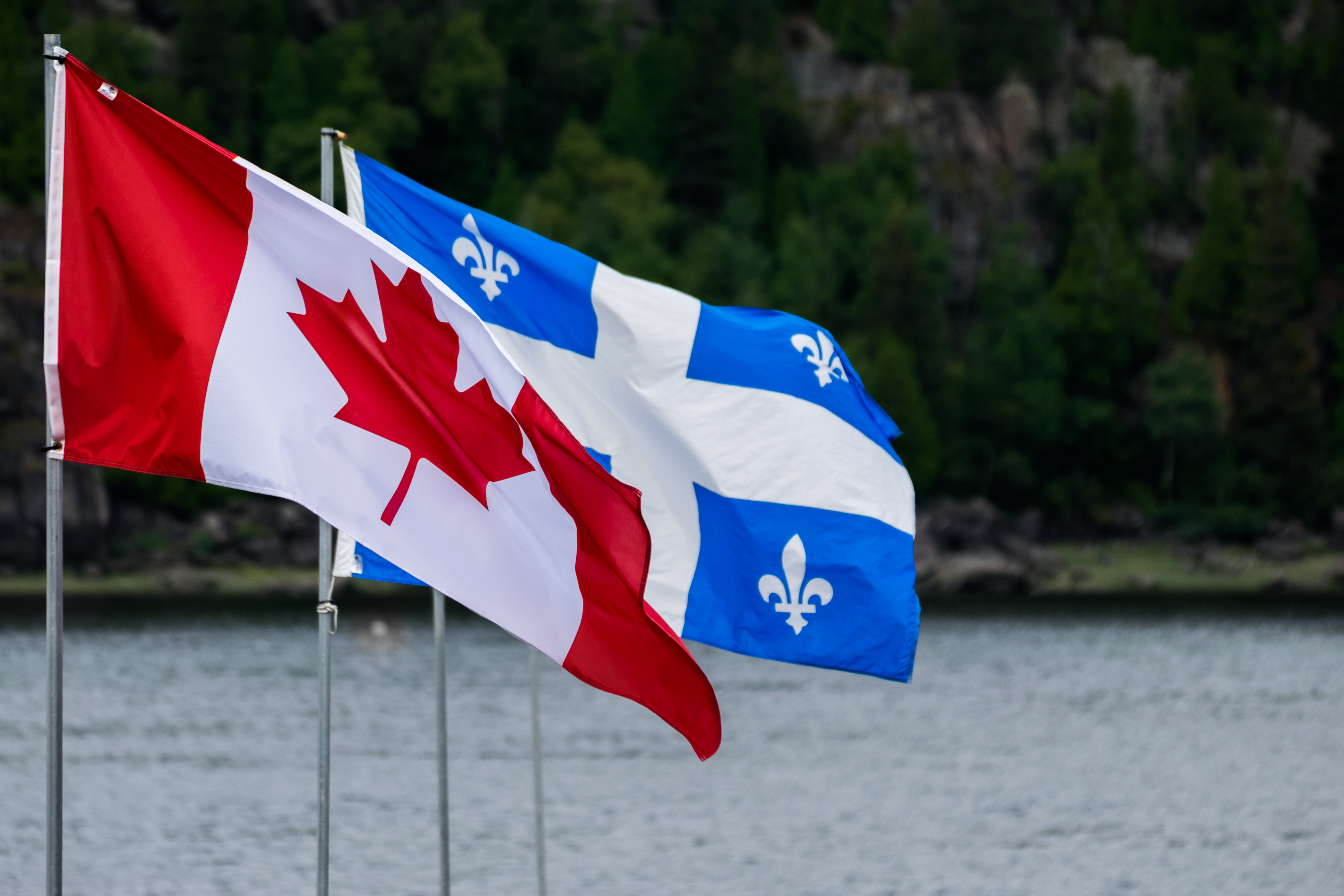
Stepehen Harper a légiféré sur le statut du Québec pendant ses mandats de premier ministre du Canada.

### Statut du Québec
Stephen Harper a longtemps évité de se prononcer sur l'épineuse question du nationalisme québécois. Contrairement aux gouvernements libéraux précédents, qui étaient hostiles à la reconnaissance du principe de « nation québécoise », M. Harper accepte le fait que l'Assemblée nationale du Québec a voté une résolution reconnaissant que le Québec constitue une nation, mais sans se prononcer sur les implications légales. Cette position se concrétise, en 2006, par une reconnaissance formelle votée par le parlement du Canada sur initiative du parti conservateur.
Le débat recommence à faire les manchettes lors de la course à la direction du Parti libéral de 2006. Le candidat perçu comme étant en tête, Michael Ignatieff, prend position pour la reconnaissance de la nation québécoise, tandis que ses adversaires, dont Bob Rae et Stéphane Dion, s'y opposent, jugeant cette position trop risquée. Les membres du Parti libéral sont eux-mêmes divisés. Profitant de la situation, le Bloc québécois dépose une résolution à la Chambre des communes demandant à la Chambre de reconnaître « que les Québécoises et les Québécois forment une nation. » Le 22 novembre 2006, avant que la motion du Bloc ne soit débattue, Harper dépose sa propre motion : « Que les Québécois forment une nation au sein d'un Canada uni. »
Le Parti libéral et le Nouveau Parti démocratique donnent leur appui à la motion (le NPD prône depuis longtemps la reconnaissance de la nation québécoise ; le Parti libéral, quant à lui, est divisé sur la question, et n'impose pas de ligne de parti à ses députés, dont certains prévoient voter contre la motion). Le Bloc québécois, d'abord opposé à la mention du « Canada uni » dans le texte de la motion, fait volte-face et décide d'appuyer la motion lors du vote du lundi suivant, à la suite d'une couverture médiatique très négative sur leur position antérieure.
Dans son discours présentant la motion à la Chambre des communes, Stephen Harper en précise la portée exacte, qui est essentiellement d'ordre symbolique: « La question est simple : est-ce que les Québécoises et Québécois forment une nation au sein d'un Canada uni ? La réponse est oui. Est-ce que les Québécoises et Québécois forment une nation indépendante du Canada ? La réponse est non, et elle sera toujours non. »,.
La motion de Harper est adoptée à 266 voix contre 16, le 27 novembre 2006 ; les voix opposées proviennent exclusivement du Parti libéral et d'un député indépendant, Garth Turner. Toutefois, la motion provoque la démission du ministre des Affaires intergouvernementales et du Sport amateur, Michael Chong, qui s'abstient de voter. La motion du Bloc québécois, quant à elle, est défaite par 233 voix contre 48. À la suite de l'adoption de la motion, un sondage révèle que 67 % des Canadiens rejettent la notion selon laquelle les Québécois forment une nation ; en ne comptant pas le Québec, cette proportion s'élève à 77 %. Le seul groupe majoritairement en accord avec la notion de la nation québécoise sont les Québécois francophones, à 71 %. L'adoption de cette motion n'a ni aidé, ni nui aux appuis électoraux du Parti conservateur.
En octobre 2013, le procureur général du Canada conteste devant les tribunaux plusieurs aspects de la loi 99, par laquelle le Québec, réagissant à l'adoption par Ottawa de la Loi sur la clarté référendaire, a fixé à 50 % plus une voix le seuil du vote pour déclarer l'indépendance du Québec. Cette décision de Harper est dénoncée par le chef du Bloc québécois comme étant en contradiction avec la reconnaissance de la nation québécoise. Le 23 octobre, le parlement du Québec appuie à l'unanimité une motion du gouvernement Marois dénonçant cette « intrusion du gouvernement du Canada dans la démocratie québécoise. »
Lorsqu'il donnait des conférences de presse à l'étranger, Stephen Harper prenait toujours la parole d'abord en français (y compris aux États-Unis), reconnaissant par là l'antériorité du français sur l'anglais dans l'histoire de son pays.

### Politique étrangère
La politique étrangère du gouvernement Harper marque une rupture très nette avec les gouvernements précédents. Selon l'analyse de Joe Clark, Harper a terni la réputation du Canada en fomentant les divisions et en mettant l'accent sur l'aspect militaire au lieu de travailler sur le plan diplomatique. Cette réorientation se traduit notamment par la fermeture de l'ambassade à Téhéran, le boycott d'instances internationales tel le sommet du Commonwealth d'octobre 2013, la suppression du financement du Centre Pearson pour le maintien de la paix ainsi que du Réseau francophone de recherche sur les opérations de paix et l'abolition des programmes de bourses et de subventions en Études canadiennes, qui servaient depuis 40 ans d'instances privilégiées pour faire connaître le Canada à l'étranger.
En novembre 2013, le Plan d’action sur les marchés mondiaux donne comme priorité aux services diplomatiques canadiens de servir les intérêts des entreprises canadiennes à l'étranger. Amnistie Internationale estime que « le Canada a de moins en moins de crédibilité sur la scène internationale. »
En mai 2014, un rapport sur le Canada préparé par des universitaires chinois pour orienter les politiques de leur gouvernement constate que la réputation du Canada comme pays modèle s'est affaiblie au cours des dernières années et que son poids moral dans les affaires internationales a chuté, notamment en raison du primat accordé à l'économie et aux sables bitumineux par les conservateurs. Harper y est décrit comme profondément ancré dans l'idéologie du Parti républicain américain.
Selon David Mulroney, ancien ambassadeur de carrière, la politique étrangère du gouvernement Harper s'est « infantilisée » en se laissant guider par des affinités idéologiques plutôt que par l'intérêt supérieur du Canada. Même si l'image du Canada reste très bonne dans le grand public international, son influence a sérieusement décliné, comme l'indique son absence lors de négociations multilatérales et la perte de parts de marché dans des économies émergentes, ainsi que le détaille un document confidentiel préparé par le ministère des Affaires étrangères et coulé dans les médias en septembre 2015,.

#### Conflit israélo-palestinien
Alors que le Canada était « traditionnellement campé dans un rôle de médiateur depuis l'époque du premier ministre libéral Lester B. Pearson », le gouvernement Harper a abandonné cette position dans le conflit israélo-palestinien et s'est résolument rangé au côté d'Israël.
Au début du conflit israélo-libanais de 2006, M. Harper affirme qu'« Israël a le droit de se défendre » et que « la réponse israélienne a été mesurée vu les circonstances ». Cette déclaration suscitant de la controverse au Canada, le premier ministre réitère son appui à la position israélienne, tout en prônant un cessez-le-feu et en appelant les deux parties à faire preuve de retenue,. Interrogé sur la situation au Liban et à Gaza, il affirme : « Nous voulons tous encourager non seulement un cessez-le-feu, mais une résolution. Et une résolution sera atteinte uniquement lorsque tout le monde s'assoira à la table et que chacun admettra […] la reconnaissance de l'autre », faisant ainsi référence au refus du Hezbollah et du Hamas de reconnaître le droit d'Israël à l'existence. M. Harper attribue aussi au Hezbollah la responsabilité des morts de civils des deux côtés : « L'objectif du Hezbollah est la violence, a-t-il affirmé. Le Hezbollah croit que par la violence […] il peut amener la destruction d'Israël. La violence ne mènera pas à la destruction d'Israël […] et le résultat inévitable de la violence sera principalement la mort de personnes innocentes. ».
Décidé à soutenir Israël « quel qu'en soit le prix», le gouvernement Harper considère toute critique de la politique israélienne comme de l'antisémitisme et met tout en œuvre pour supprimer le financement public d'événements ou d'organismes qui dérogent à sa ligne de conduite.
En avril 2009, le ministre Gary Goodyear tente ainsi de faire annuler un colloque international organisé à l'Université York sur le thème Israël-Palestine.
En novembre 2009, KAIROS, un organisme sans but lucratif qui coordonne les initiatives d'églises canadiennes en faveur de la justice climatique et du développement international, apprend que le financement qu'il recevait depuis 1976 de l'Agence canadienne de développement international (ACDI) avait été supprimé. Cette décision, que la ministre Bev Oda a d'abord présentée comme une décision de l'ACDI, était en fait une mesure de représailles contre les positions de cet organisme, jugées insuffisamment favorables à Israël.
Dans la même ligne, Droits et Démocratie —organisme créé par le Parlement canadien en 1988, pour appuyer les droits des personnes et promouvoir les pratiques démocratiques— se fait reprocher en 2009 d'être trop critique envers Israël. Après des mois de controverses et le départ de plusieurs de ses membres, l'organisme est dissous par le ministre John Baird en avril 2012.
La filiale canadienne du International Relief Fund for the Afflicted and Needy (IRFAN), après avoir perdu son statut d'organisme de bienfaisance en 2011, est catégorisée en 2014 comme une organisation terroriste parce qu'elle finançait des opérations d'aide au ministère palestinien de la santé du Hamas. Cet organisme se voit aussi refuser le droit de recueillir des fonds pour contester devant un tribunal la décision du ministère de l'Intérieur de le cataloguer comme terroriste.
Le 29 novembre 2012, le ministre Baird se rend expressément à l'Assemblée générale de l'ONU pour marquer l'opposition du Canada à la reconnaissance de la Palestine en tant qu'État observateur. Après le passage de la résolution par 138 voix (dont la France) contre 9 (dont les États-Unis et quelques îles du Pacifique) et 41 abstentions, le ministre accuse l'ONU d'avoir « abandonné ses principes » et déclare que cela « entraînera des conséquences». Selon les critiques, cette position achève de miner la crédibilité du Canada comme arbitre dans le conflit israélo-palestinien. Quelques mois plus tard, le ministre Baird est critiqué de nouveau alors qu'il rencontre son homologue israélien à Jérusalem-Est, le 11 avril 2013, alors que cette partie de la ville est considérée comme un territoire occupé — et que le Canada lui-même, selon le site web de son ministère, ne reconnaît pas « l'annexion unilatérale israélienne de Jérusalem-Est».
La réaction se manifeste le 23 avril 2013 lors d'une réunion des pays arabes à l'ONU, au cours de laquelle le Qatar propose de déménager à Doha l'Organisation de l'aviation civile internationale (OACI), alors que cet organisme est installé à Montréal depuis sa création en 1947. Le gouvernement fédéral a immédiatement réagi et élaboré une action conjointe avec le gouvernement du Québec et la ville de Montréal afin de faire échouer cette tentative. Le vote sur la proposition du Qatar devait se prendre à l'assemblée générale de l'ONU à l'automne 2013, mais le Qatar retirera sa proposition dès le 24 mai, faute d'un soutien suffisant.

#### Critique de l'entente sur l'Iran
En septembre 2012, le ministre John Baird, alléguant que l'Iran est un commanditaire du terrorisme international, ferme son ambassade à Téhéran. Par la suite cette décision a été attribuée à la volonté de plaire à l'Arabie saoudite, ennemi juré de l'Iran, afin de gagner un important contrat de véhicules blindés LAV 6, contrat qui hantera le gouvernement de Justin Trudeau.
En novembre 2013, alors que la Grande-Bretagne, la France, l'Allemagne, la Chine et la Russie appuyaient un accord conclu entre l'Iran et les États-Unis sur la question du nucléaire, le Canada se signalait par sa position critique, en déclarant que « l'iran ne méritait pas d'avoir le bénéfice du doute », selon le ministre des affaires étrangères, John Baird. Cette attitude a été condamnée par divers observateurs, selon qui elle n'a rien à voir avec la situation des droits des personnes en Iran et que, en visant à plaire à ses amis israéliens, le gouvernement Harper diminue la crédibilité du Canada sur le plan international, sans avoir aucun effet positif pour le peuple iranien.

#### Relations sino-canadiennes
Dès l’arrivée au pouvoir du gouvernement conservateur, les relations se sont tendues avec la Chine, notamment après que le 14e Dalaï Lama eut reçu la citoyenneté d’honneur canadienne le 9 septembre 2006 et des plaintes pour espionnage commercial d'agents chinois au Canada. Stephen Harper a cependant rencontré le Président chinois Hu Jintao le 19 novembre 2006. La conversation a duré quinze minutes au sommet de l’APEC.
Le 29 octobre 2007, Stephen Harper rencontre publiquement le Dalaï Lama. En quelques semaines, Harper fut le 4e dirigeant d’un pays occidental à rencontrer celui-ci.
Le 8 septembre 2012, Stephen Harper et le président chinois Hu Jintao signent un accord sur la promotion et la protection des investissements étrangers (APIE). Cet accord, qui devrait valoir pour les 31 prochaines années, suscite une forte opposition tant de la part d'Elizabeth May que de Thomas Mulcair et du Parti libéral.
Au mois de mars 2013, Stephen Harper retourne en Chine et au Japon pour « une fructueuse mission commerciale». Ces ententes suscitent cependant bien des inquiétudes chez certains observateurs (voir ci-dessous Commerce international).

#### Aide internationale et accueil des réfugiés
Le budget 2013 annonce la disparition de l'ACDI en tant qu'organisme distinct et son intégration à l'intérieur du Ministère des Affaires internationales et du Commerce international. Ce type de remaniement s'est fait dans d'autres pays, notamment chez des donateurs internationaux respectés comme la Norvège, les Pays-Bas et l'Irlande. On craint toutefois que l'aide soit soumise à des impératifs de rendement économique et que cela ternisse encore davantage l'image du Canada à l'étranger. Depuis plusieurs années déjà, on avait observé une nette réorientation de l'aide canadienne en fonction de critères de rentabilité profitant à des intérêts privés, mais le récent remaniement franchit un nouveau seuil et a été largement condamné à l'étranger. Les craintes sont confirmées en janvier 2014 par le rapport d'un chercheur selon lequel « Ottawa manque de transparence dans son financement de la reconstruction en Haïti et impose un modèle de développement économique subordonné à ses intérêts commerciaux. »
Selon un critique, « le Canada devient, selon l’OCDE, le « mauvais exemple » des pays riches en réduisant sa contribution au développement international à des niveaux inédits (moins de la moitié du fameux 0,7 % promis en 1970). [...] Le MAECI, dont la mission est de défendre les intérêts économiques et politiques du Canada dans le monde (selon la vision du gouvernement en place), n’est pas mandaté pour « lutter contre la pauvreté » ». La part du PIB canadien consacrée à l'aide au développement était de 0,32 % en 2012, alors qu'elle est en moyenne de 0,43 % pour les pays de l'OCDE, et elle devrait encore baisser pour se situer à 0,24 % en 2015.
En 2014, le gouvernement retire également son statut d'organisme de bienfaisance à Alternatives, un petit groupe d'aide internationale, basé à Montréal, parce qu'il n'administrait pas lui-même les programmes d'aide sur le terrain.
En matière d'accueil des réfugiés, la Commission de l’immigration et du statut de réfugié (CISR) décide en janvier 2014 de ne plus rendre publiques la totalité de leurs décisions. Cette nouvelle politique est condamnée par les avocats, qui « jugent primordial d’avoir accès à l’ensemble des décisions de la SAR, car celles-ci constituent la jurisprudence en la matière. »
En septembre 2014, le Canada contribue cependant à la lutte contre le virus Ebola en versant 30 000 000 $ à la Croix-Rouge canadienne et à d'autres organismes engagés sur le terrain.

#### Organisation des Nations unies
En octobre 2010, le Canada échoue dans sa candidature à l'un des deux sièges non permanents du Conseil de sécurité de l'ONU, réservés à la quatrième zone (Europe occidentale et autres). Ce n'était que la deuxième fois que le Canada essuyait une défaite lors d'un vote de l'Assemblée générale sur cette question. Alors que le Portugal recueillait 113 voix au deuxième tour, le Canada n'en récoltait que 78, le Portugal recueillant notamment l'appui de l'Union européenne et du Brésil. Les pays de la Ligue arabe ont aussi voté en bloc contre le Canada en raison de son soutien à l'État d'Israël.
Des critiques voient dans ce vote le résultat de l'isolationisme dans lequel le gouvernement conservateur a engagé le Canada et dont on relève de nombreux exemples : 
- En mars 2013, le Canada se retire de la Convention sur la lutte contre la désertification, signée en 1994; le premier ministre Stephen Harper justifie cette décision en affirmant que seuls 18 % des fonds sont acheminés vers des projets d'aide, et que le reste est englouti par une trop lourde bureaucratie. Par cette décision, le Canada devient le seul pays du monde à ne pas être membre de cette Convention[351], ce qui fait dire à Elizabeth May, chef du Parti vert, que le Canada se comportait comme « la Corée du Nord de l'environnement[352]».
- Stephen Harper a également refusé de signer le traité sur le commerce des armes, que sa délégation a constamment tenté d'affaiblir. Le lobby des armes à feu au Canada a redoublé ses pressions sur le gouvernement après la signature de ce traité par les États-Unis en septembre 2013[353].
- Le Canada a quitté l'Organisation Internationale pour les Bois Tropicaux, ainsi que le Partenariat de santé publique et de bien-être social[354], qui travaille à l'amélioration des conditions de vie des populations du Nord.
- En 2013, le pays se classait au 57e rang en matière de contribution aux forces de maintien de la paix. En mai 2014, le sous-secrétaire de l’ONU chargé des missions de paix invite le Canada à se réengager aux côtés des Casques bleus comme il l'avait fait par le passé [355].

#### Relations canado-américaines

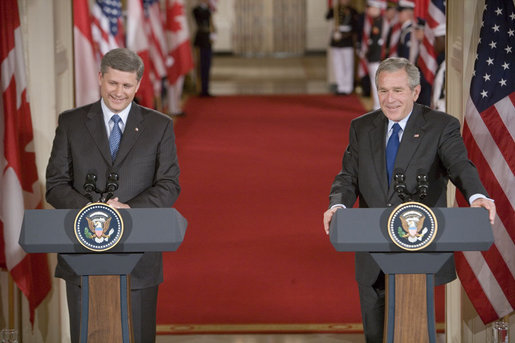
Stephen Harper et George W. Bush à une conférence de presse à la Maison-Blanche le 6 juillet 2006.

Le 16 février 2006, Harper nomma l'ancien ministre progressiste-conservateur Michael Wilson au poste d'ambassadeur du Canada aux États-Unis, remplaçant le libéral Frank McKenna. La première rencontre de Harper avec le président américain a lieu à la fin de mars 2006. Le 27 avril 2006, il annonce à la Chambre des communes que son gouvernement avait conclu un accord de sept ans avec les États-Unis dans le cadre du conflit du bois d'œuvre. Les trois grandes provinces productrices de bois d'œuvre — Colombie-Britannique, Ontario et Québec — ont accepté l'accord, ainsi que l'industrie canadienne du bois d'œuvre. Toutefois, le chef de l'opposition Bill Graham et le chef néo-démocrate Jack Layton ont tous deux critiqué l'accord pour n'avoir pas exigé que les États-Unis remboursent les 5 milliards $ illégalement perçus en tarifs douaniers sur le bois d'œuvre canadien.
Les relations avec l'administration Obama ont été en se détériorant et sont considérées en mars 2015 comme « l’une des plus mauvaises de l’histoire des rapports entre les États-Unis et le Canada ». Le point le plus bas est atteint à l'été 2011, lorsque l'administration américaine refuse d'autoriser une expansion de l'oléoduc Keystone.

#### Rapports avec l'OTAN
Le Canada s'est retiré de deux programmes majeurs de l'OTAN : le Système de détection et de commandement aéroporté et le Système de surveillance terrestre (Alliance Ground Surveillance - AGS). Cette position de retrait inquiète les hauts responsables de l'OTAN. La décision, qui est motivée par le désir d'économiser 90 millions $, aura des conséquences négatives sur l'industrie aérospatiale canadienne.

#### Traité sur les bombes à sous-munitions
Dans le projet de loi C-6, visant à ratifier le traité signé en 2008 sur l'interdiction des bombes à sous-munitions, le gouvernement a introduit une clause permettant l'usage de ce genre d'arme lors d'opérations conjointes avec des pays non signataires du traité, comme les États-Unis. Cette décision est vue comme une trahison par Ottawa de ses alliés et a été vivement critiquée, notamment par le Comité international de la Croix-Rouge.

#### Accords de libre échange
Poursuivant une politique d'accords de libre échange déjà bien établie, le Canada a conclu des accords commerciaux avec divers pays ou groupes de pays, notamment la Colombie (2008), le Pérou (2009), l'Association européenne de libre-échange (2009), la Jordanie (2012) et le Panama (2013).
En octobre 2013, le Canada présente un projet d'accord économique et commercial global (CETA) avec l’Union européenne (AECG). Ces négociations, les plus ambitieuses jamais entreprises par le Canada, portent « sur un vaste ensemble d’enjeux allant du commerce des biens à celui des services, en passant par les contrats publics, la protection des investisseurs, la propriété intellectuelle, les différentes normes et règles pouvant faire obstacle aux échanges, l’agriculture, la mobilité de la main-d’œuvre, ou encore la culture». Entamées en 2009, ces négociations ont franchi une phase cruciale au printemps 2013, où elles butaient notamment sur l'ouverture des contrats d'achat de biens de la société Hydro-Québec, l'augmentation de la durée de protection des brevets pharmaceutiques par le Canada, l'ouverture des contrats publics provinciaux ou municipaux et la volonté française d'exclure la culture de cet accord. Mais le désaccord majeur portait sur les quotas d'exportation de bœuf de l'Ouest, le chiffre proposé par l'Union européenne, qui se situait autour de 50 000 tonnes par an, étant jugé insuffisant par le gouvernement Harper. Un projet d'accord est finalement signé le 18 octobre 2013, mais doit être soumis au Parlement européen. Beaucoup de groupes européens s'opposent à la clause dite ISDS permettant à des groupes privés de poursuivre des gouvernements.
Un accord de libre-échange avec la Corée du Sud est signé le 11 mars 2014.
En septembre 2014, le Canada ratifie avec la Chine un accord sur la promotion et la protection des investissements étrangers (APIE/FIPA),. Cet accord est toutefois critiqué parce qu'il n'offre pas de réciprocité, permet à des entreprises de poursuivre le Gouvernement et ne peut être rouvert avant un délai de 31 ans.
Le 5 octobre 2015, le Canada devient l'un des 12 pays signataires du Partenariat Trans-Pacifique. Ce traité couvre tous les échanges de biens et de services, la propriété intellectuelle, les contrats gouvernementaux et les politiques liées à la compétition. Ce traité, négocié dans le secret, sans aucune participation du Parlement, est dénoncé par le chef du NPD. L'opacité de cette démarche a été jugée contraire au principe de transparence, qui est essentiel au bon fonctionnement d'une démocratie. Des négociations sont également en cours avec l'Inde.
Tournant le dos à l'Afrique, où le Canada a réduit son aide et envisagé la fermeture de quatre de ses 21 ambassades, Stephen Harper courtise plutôt les pays d'Amérique latine. Au printemps 2013, il s'est rendu au sommet de Cali, afin d'approcher l'Alliance du Pacifique, qui regroupe le Mexique, la Colombie, le Chili, le Pérou et bientôt le Costa Rica. Mais la levée de l'obligation de visa pour les visiteurs des pays membres, qui est un objectif du groupe, est vite apparue comme un obstacle majeur pour le Canada, dont la politique en la matière a été fortement resserrée sous les conservateurs.

### Politiques à l'égard des Autochtones
À peine arrivé au pouvoir, Harper abolit le programme d'aide aux communautés autochtones qu'avait mis en place Paul Martin, lors de l'accord de Kelowna, qui prévoyait des investissements en éducation, en santé et en infrastructures.
L'adoption en 2012 du projet de loi C-45 et, le 14 décembre 2012, du projet de loi C-38, qui simplifie les normes environnementales, est très mal accueillie par les groupes autochtones. Elle déclenche le mouvement Idle No More, vaste réaction de protestation de la part des Premières Nations, qui se plaignent de ne pas avoir été consultés et considèrent que C-45 viole des traités ancestraux.
Le gouvernement s'est opposé à une résolution présentée à l'ONU, en septembre 2013, demandant que le Canada fasse enquête sur la violence faite aux femmes autochtones. De même, en mars 2014, alors que le Nouveau Parti démocratique et le Parti libéral réclamaient la tenue d’une enquête publique sur ce problème, le gouvernement continue à soutenir qu'une telle enquête n'est pas nécessaire.
Depuis 2008, le Ministère des Affaires autochtones a mis en place un plan d'évaluation et de gestion des risques que posent les traités à la politique gouvernementale, considérant que les droits des Premières Nations sur le territoire sont un obstacle à l'exploitation des ressources minières et énergétiques. En 2013, le gouvernement a dépensé 106 millions en procès reliés à ces questions. Il a aussi supprimé le financement des groupes qui fournissent des avis juridiques et défendent les droits des autochtones.

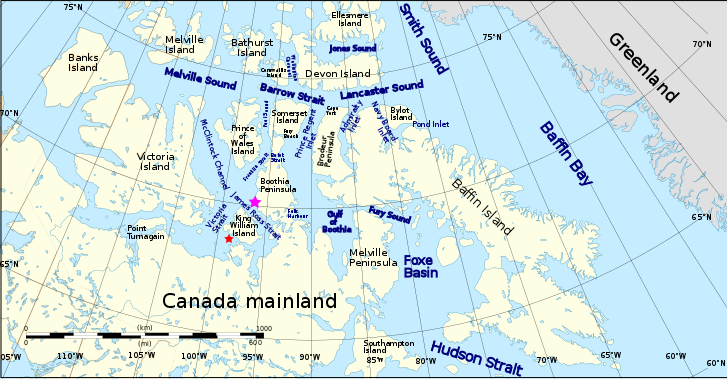
Stephen Harper avait le souci de l'Arctique canadien.

### Politique arctique

#### Délimitation du territoire
L'Arctique, qui représente 40 % de la superficie du Canada, avec une population d'environ 100 000 habitants, a pris une importance grandissante au cours des dernières années. En effet, avec le réchauffement climatique, les importantes ressources du sous-sol deviennent exploitables et la navigation y devient possible grâce au retrait de la banquise.
En août 2007, la Russie lance une expédition scientifique dont la visée ultime est de revendiquer ses droits exclusifs sur le pôle Nord et ses richesses pétrolières souterraines. Le Danemark fait un geste semblable quelques jours plus tard et revendiquera notamment l'Île Hans en 2010, située sur la frontière avec le Canada, et que ce dernier revendique également.
Le Canada réagit en envoyant également des expéditions scientifiques faire des relevés hydrographiques sur la dorsale de Lomonossov afin d'appuyer la revendication de souveraineté canadienne sur le pôle et le passage du Nord-Ouest. En décembre 2013, le rapport des scientifiques, résultant de dizaines d'expéditions de repérage et qui devrait être soumis à l'ONU, prévoit que le territoire du Canada serait augmenté de 1,7 million de km2 par l'adjonction de fonds marins adjacents dans l'océan Arctique, en vertu de la Convention sur le droit de la mer. Toutefois, mécontent de ne pas voir inclus le pôle Nord dans ce rapport, Harper exige une révision du rapport, ce qui entraînera un conflit juridique avec la Russie, qui revendique également le pôle Nord. L'opposition NPD se dit choquée de cette décision, tandis que le chef libéral Justin Trudeau estime qu'il ne faut pas politiser une décision qui doit reposer sur une expertise scienfitique. Le 9 décembre, le Canada présente cette position révisée aux Nations unies, entraînant une réplique presque immédiate de la Russie, qui augmente sa présence militaire au pôle Nord.

#### Présence militaire
Le 10 août 2007, S. Harper annonce qu'une base d'entraînement militaire capable d'accueillir une centaine de soldats sera installée à Resolute et opérationnelle dès 2013. Cette décision, qui a été présentée comme une affirmation de la souveraineté du Canada sur le passage du Nord-Ouest, a en fait été prise de concert avec Washington, dans le cadre de l'intégration du système de défense NORAD dans le NORTHCOM (US Northern Command) et de la mise en place du Partenariat pour la sécurité et la prospérité. Dans la foulée, le gouvernement canadien annonce la construction d'un port en eau profonde à Nanisivik, devant servir à des fins civiles et militaires. En 2014, le site est toujours inhabité et la construction n'a pas encore commencé: il semble que ce port ne sera opérationnel qu'en 2017 et se réduira en fait à un poste de ravitaillement.
En 2008, le Canada décrète que tous les navires empruntant le passage doivent en aviser les autorités canadiennes.
En 2010, le gouvernement Harper annonce l'achat d'une flotte de six à huit navires de patrouille extracôtiers, pour un coût estimé à 9 milliards, ainsi qu'un nouveau brise-glace de 150 m, le John G. Diefenbaker, au coût de 720 millions. Certains ont critiqué cette coûteuse militarisation de l'Arctique, tandis que les résidents estiment que cet argent serait plus utile s’il était investi dans . En 2014, il est annoncé que ces navires patrouilleront les eaux arctiques seulement durant les quatre à cinq mois d'été et qu'ils seront déployés dans le sud le reste de l'année.

#### Conseil de l'Arctique
Le 15 mai 2013, le Canada accède à la présidence du Conseil de l'Arctique pour un mandat de deux ans. La ministre Leona Aglukkaq déclare avoir pour objectifs « une exploitation responsable des ressources de l’Arctique », la sécurité de la navigation et le développement de collectivités circumpolaires durables. Toutefois, l'accession du Canada à la présidence de ce Conseil inquiète certains observateurs. Lors du premier sommet, en octobre 2013, la déléguée des États-Unis craint que le Conseil n'oublie sa priorité principale, qui est la recherche sur l'environnement, en s'intéressant surtout à des questions pratiques comme la navigation et l'extraction minière.

### Contrôle de l'information

#### Contacts avec les médias
Alors que, comme chef de l'opposition, Stephen Harper s'était fait l'ardent défenseur de la transparence et de l'accès à l'information, il a pris une tout autre orientation dès son arrivée au pouvoir. Son gouvernement a été accusé de manquer de transparence et de transformer « les rapports que la tribune de la presse d'Ottawa entretient depuis plus d'un siècle avec le bureau du premier ministre». Les rencontres avec les journalistes sont rares et présidées par un attaché politique ; les questions doivent être déposées par écrit au préalable auprès de l'attaché politique qui choisit celles auxquelles le premier ministre voudra bien répondre ; aucune question secondaire n'est permise ; les conférences de presse sont annoncées à la dernière minute sans que le sujet en soit connu à l'avance, de sorte que « les journalistes n'ont pas le temps de se préparer adéquatement et les réseaux ont moins de latitude pour déterminer la pertinence de répondre ou non à la convocation de presse». Cette procédure extrêmement restrictive a également été dénoncée par les journaux anglophones. Elle a entraîné, en août 2013, un accrochage avec un journaliste chinois, qui s'est plaint d'avoir été privé de son droit de poser une question. Lors de la rentrée parlementaire, en octobre 2013, le bureau du premier ministre a décidé que, contrairement à la coutume, les caméras seraient autorisées à filmer son discours devant son caucus mais que les journalistes ne pourraient pas y assister; en mesure de protestation, plusieurs services de nouvelles ont boycotté l'événement.
Pour mieux contrôler le discours officiel, les députés conservateurs ont comme consigne de ne pas répondre aux questions des journalistes et de ne pas participer à des débats contradictoires dans leur propre circonscription en période électorale. Les demandes d'entrevue avec les ministres sont filtrées par le Bureau du Conseil privé et se heurtent le plus souvent à une fin de non-recevoir. Un groupe de journalistes a publiquement dénoncé le gouvernement Harper pour son contrôle sur l'information, estimant que « le droit du public à l'information est menacé et qu'on assiste à une érosion de la démocratie ».

#### Embargo sur les informations
Les journalistes se sont souvent plaints de ne pas avoir de succès dans leurs demandes auprès des ministères en vertu de la loi sur l’accès à l’information. Parmi les moyens utilisés pour bloquer la remise des documents, on note le refus pur et simple de répondre, des délais excessifs pouvant aller jusqu'à trois ans, des frais de recherche élevés et des documents largement noircis par la censure. En août 2013, la commissaire à l'information a dénoncé le fait que, depuis des mois, la GRC ne répondait plus aux demandes d'information. Peu après, dans une lettre publique, elle insistait sur la nécessité de moderniser cette loi, vieille de trente ans.
En raison du fait que le gouvernement a massivement recours au service de messagerie du Blackberry dans ses communications internes et que les messages ainsi échangés sont automatiquement détruits après 30 jours, le public est privé de son droit d'accès à l'information. Dans son rapport de novembre 2013, la commissaire à l'information Suzanne Legault demande que la fonction de messagerie soit désactivée sur les 98 000 téléphones des fonctionnaires afin de préserver les traces des échanges. En avril 2014, elle dépose un rapport au Parlement établissant qu'il y a eu « participation inadéquate de certains membres du personnel du ministre dans le cas de cinq demandes d'accès à l'information reçues par Travaux publics et Services gouvernementaux Canada ».
Le 16 juin 2013, peu après les divulgations d'Edward Snowden sur l'espionnage des communications Internet par la NSA, un amendement à la loi antiterroriste impose un secret perpétuel sur les opérations menées par 11 agences fédérales, touchant 12 000 agents.
Selon l'association des Journalistes canadiens pour la liberté d’expression, le Canada se classe 55e parmi les 93 pays qui ont une loi d'accès à l'information.
Paradoxalement, le Canada est membre depuis septembre 2011 du Partenariat pour un gouvernement transparent, un organisme international devant lequel il s'est engagé à « étendre l'accès à l'information et aux activités du gouvernement par la transparence des données et un dialogue ouvert ». Dans le cadre de cette participation, le Conseil du trésor a mis en place un site web fournissant des ensembles de données sur divers sujets. Parmi les initiatives que ce site met à l'actif du gouvernement, figure la possibilité pour les citoyens de faire une demande d'accès à l'information et d'en régler les frais au moyen d'un formulaire en ligne. Selon l'ONG Democracy Watch, toutefois, le Gouvernement n'a pas rempli ses obligations en tant que membre de ce groupe.

#### Contrôle des résultats de recherche
De plus en plus souvent, l'information est restreinte à la source, comme c'est le cas à Environnement Canada, qui depuis 2007 oblige ses chercheurs à référer toute demande des médias au bureau du ministre, au motif que ce dernier est responsable devant le Parlement du travail de ses fonctionnaires. La situation a été critiquée en 2012 dans un éditorial de la revue américaine Nature dénonçant la façon dont le gouvernement conservateur a muselé ses scientifiques. Les sérieuses carences des divers ministères sont encore dénoncées dans une étude indépendante publiée en juin 2014.
Même le ministère de la Santé a cessé de divulguer nombre de ses rapports sur des médicaments, alors qu'il est dans l'intérêt du public de connaître les effets potentiellement nocifs de certains produits et que cette pratique de transparence est en vigueur à la Food and Drug Administration et en Europe. Pour la seule année 2013, plus de 150 rapports étaient ainsi tenus secrets. Un groupe de chercheurs a demandé à la commissaire à l'information de faire enquête sur cette censure de l'information.
Il en va de même à l'ONE, qui ne révèle pas des informations jugées essentielles sur le parcours exact des oléoducs et les incidents survenus dans le passé, ce qui classe le Canada très loin derrière les États-Unis en matière de transparence.
En réaction, les quelque 15 000 chercheurs à l'emploi du gouvernement fédéral demandent que les prochaines conventions collectives contiennent une clause les mettant à l'abri de toute interférence politique.

#### Projet de loi C-60
En 2013, avec le projet de loi C-60, le gouvernement se donne le droit de surveiller les conditions de travail de 31 sociétés de la Couronne. Cette mesure est jugée particulièrement inquiétante pour l'avenir de Radio-Canada, car elle permet au gouvernement d'intervenir directement dans la gestion de cet important service de nouvelles, éliminant de ce fait son indépendance par rapport au bureau du premier ministre,. La société Radio-Canada a protesté par lettre auprès du gouvernement, en signalant que les changements prévus dépouilleraient son conseil d'administration de ses deux responsabilités fondamentales, qui sont d'assurer la supervision des activités de la société et son indépendance à l'égard du gouvernement en place.

#### Surveillance des médias sociaux et des démonstrations publiques
Le 29 novembre 2013, le ministère des travaux publics lance un appel d'offres pour un contrat de surveillance continue des médias sociaux (blogs, Facebook, Twitter, forums, sites de nouvelles, YouTube, etc.). Il s'agit de mesurer le ton des messages et d'évaluer la façon dont il affecte le public visé. Le travail de surveillance débutera en février 2014 et s'étendra sur une période de 5 ans. L'utilisation que le gouvernement compte faire de ces données n'a pas été explicitée.
En juin 2014, le Centre des opérations du gouvernement ordonne à tous les départements et ministères fédéraux de recueillir et de lui communiquer des informations précises sur toute activité de démonstration survenant sur le territoire. Un tel ordre pourrait être illégal, selon un spécialiste.

### Style de gouvernance
Dès son arrivée au pouvoir, Stephen Harper a fait retirer de la salle du caucus conservateur au Parlement les portraits des anciens premiers ministres pour les remplacer par des photos de lui,. Il a pris soin d'appliquer « un sceau de sectarisme politique » sur les communications émanant de son bureau, en utilisant systématiquement l'expression « le gouvernement Harper » plutôt que « le gouvernement du Canada » selon l'usage établi. Inspirée des techniques de marketing, cette obligation faite aux fonctionnaires de donner une coloration partisane à leurs communications a été ressentie comme abusive et nuisible à l'intérêt public.
Selon certains analystes, Stephen Harper a centralisé les pouvoirs au sein de son bureau plus que jamais auparavant chez un premier ministre canadien, même si la tendance était déjà observable sous le gouvernement Trudeau. Son bureau est devenu l'organe décisionnel par excellence, au mépris du Parlement (voir ci-dessus Motion de censure de 2011) et même des membres du caucus conservateur, ce qui a fini par soulever la colère de certains députés.
Ce bureau, qui coûte une dizaine de millions de dollars par année à l'État, ne rend de comptes à personne. On soupçonne que c'est pour en protéger l'opacité que Stephen Harper s'est opposé à un projet de loi sur la transparence, présenté par le député albertain Brent Rathgeber, qui aurait obligé à divulguer les noms, salaires et titres de tout employé de l’État gagnant plus de 188 000 $ ; au lieu de cela, Stephen Harper a fixé le seuil à 444 000 $, ce qui a amené le député à se retirer du caucus conservateur, disant ne plus reconnaître le Parti conservateur, qui a fini par « se transformer en ce qu’autrefois nous dénoncions ».
Certains ont également dénoncé les nombreuses nominations partisanes, notamment au Tribunal de la sécurité sociale (TSS), mis en place au printemps 2013,. Il en va de même pour les juges en matière d'immigration et de nombreux autres organismes.
Depuis son arrivée au pouvoir, Stephen Harper a nommé 52 sénateurs, dont 7 organisateurs du parti et 5 candidats conservateurs défaits aux élections. Ces nominations étonnent alors qu'il a fait campagne pour un Sénat élu. Même si chacun des sénateurs ainsi nommés promet, dans une conversation privée avec M. Harper, de voter en faveur d'une réforme éventuelle du sénat et de servir 7 ans plutôt que jusqu'à l'âge de 75 ans, il n'existe en fait aucun engagement écrit qui l'obligerait à se faire élire ou à démissionner après un certain nombre d'années.

### Rapports avec le Parlement

#### Accusations de mépris du Parlement
Le 25 mars 2011, le chef du Parti libéral du Canada (PLC), Michael Ignatieff, accuse formellement le premier ministre de mépris du Parlement. C'était la première fois qu'une telle accusation était portée contre un chef de gouvernement dans l'histoire du Canada ainsi que du Commonwealth. L'accusation a été provoquée par le fait que le gouvernement refusait de produire les documents sur les coûts réels qu'entraîneraient sur le budget, la construction de prisons, l'achat des F-35 et les avantages fiscaux consentis aux entreprises. Il présente une motion de censure qui est votée par les 156 députés de l'opposition, ce qui fait tomber le gouvernement et entraîne une élection (voir ci-dessus).
En septembre 2013, le chef de l'opposition, Thomas Mulcair, réitère sa demande auprès du directeur parlementaire du budget afin que le gouvernement fournisse toutes les informations sur les réductions budgétaires envisagées, ce à quoi le premier ministre se refuse depuis des mois.

#### Projets de loi omnibus sur le budget
L'opposition parlementaire s'est souvent plainte de ne pas disposer de toute l'information nécessaire sur les politiques gouvernementales en matière de budget. Afin de réduire la visibilité de nombreux changements législatifs, le gouvernement Harper a choisi de les regrouper dans son budget, ce qui produit des projets de loi extrêmement volumineux. Alors que les propositions budgétaires des gouvernements précédents dépassaient très rarement les 100 pages, la proposition de budget comptait 400 pages en 2007, plus de 500 en 2009, 880 en 2010, 600 en 2011, 400 en 2012, 308 en 2013 et 157 en 2015,. Ces projets de loi apportent d'importantes modifications à un grand nombre de lois (135 en 2011) et définissent parfois des accords commerciaux susceptibles de lier le Canada pour des dizaines d'années à venir. Dans la plupart des cas, ils contiennent des projets de lois qui n'ont aucune incidence budgétaire, tel le projet de loi C-4 dont le dernier élément est constitué par des amendements à la Loi sur la Cour suprême visant à permettre la nomination de Marc Nadon; le budget 2015 apportait des modifications à 27 lois, la plupart sans rapport avec le budget.
En raison même de leur volume, ces projets de loi omnibus échappent à tout débat parlementaire approfondi et ont été souvent dénoncés par les partis d'opposition et par de nombreux observateurs. Comme le note une critique en 2012, « Le projet de loi omnibus (C-38) est la dernière salve d'une offensive tous azimuts pour remodeler le Canada en pays beaucoup, beaucoup plus conservateur. »
Alors qu'il était dans l'opposition en 1994, Harper avait critiqué le gouvernement Chrétien pour avoir présenté un budget sous forme de loi omnibus, alors que celui-ci ne contenait que 21 pages et était entièrement consacré à des questions budgétaires.

#### Prorogations répétées
La loi canadienne permet de mettre fin à une session parlementaire au moyen d'une prorogation sur décision unilatérale du premier ministre, avec l'accord du Gouverneur général. Le 4 décembre 2008, Stephen Harper a invoqué cette procédure afin d'éviter une motion de censure. C'était la première fois que la prorogation était utilisée à cette fin. Cette mesure a été abondamment critiquée parce qu'elle met en cause l'existence même du Parlement. En effet, « en bloquant toute forme de discussion parlementaire lorsqu'il le désire, le premier ministre rend le Parlement redevable à sa personne plutôt que l'inverse». Nombreux sont ceux qui s'inquiètent de l'abus de cette procédure, tant du côté de la gauche que de la droite.
Dans une entrevue accordée à Radio-Canada en 2010, Harper affirme « qu'un recours annuel à une prorogation ne serait pas impossible afin d'éviter des sessions parlementaires trop longues ». Il avait déjà eu recours à la prorogation en septembre 2007. Il l'a encore invoquée en décembre 2009 pour éviter un débat sur le traitement des prisonniers afghans par les forces canadiennes. En septembre 2013, il l'utilise à nouveau pour échapper aux questions sur le scandale de l'affaire Duffy. Cette dernière décision réduit la session parlementaire à 105 jours, soit la plus courte session depuis 1968 dans une année sans élection.

#### Limitation des débats
Le gouvernement contrôle les débats en limitant le temps de parole. Durant la session parlementaire qui s'est terminée en 2013, cette procédure de limitation des débats a été imposée plus de 40 fois.
Lors de la période de questions au Parlement, les réponses aux députés de l'opposition sont souvent évasives voire complètement hors sujet, comme celle de Paul Calandra à Thomas Mulcair en septembre 2014, qui a été fort critiquée.
En avril 2013, une autre directive impose aux officiers supérieurs de la GRC d'obtenir une autorisation avant de pouvoir rencontrer députés ou sénateurs.
Ignorant les normes traditionnelles de courtoisie régissant les rapports entre le parti au pouvoir et les partis d'opposition,, Harper a accentué la polarisation au sein du Parlement au point d'en compromettre la représentation démocratique. Les comités parlementaires sont tous contrôlés par la majorité conservatrice et leurs présidents sont nommés par le premier ministre, ce qui va à l'encontre de leur fonction fondamentale, qui est de passer au crible les projets de loi proposés. De plus, ces comités ne disposent plus des pouvoirs d'investigation qui étaient les leurs jusque-là. Depuis mai 2010, une directive du gouvernement empêche le personnel des ministres de comparaître devant des comités parlementaires —une mesure jugée contraire aux mécanismes de surveillance propre à une démocratie.

### Dépenses controversées

#### Sommets du G8 et du G20
La tenue du sommet du G8 à Huntsville (Ontario) et du sommet du G20 à Toronto, entre les 25 et 27 juin 2010, a entraîné des dépenses évaluées à un milliard de dollars. En comparaison, le sommet du G20 tenu à Cannes en 2011 a coûté quelque 28 000 000 € (environ 45 000 000 $) selon les estimations les plus élevées.
De plus, le ministre Tony Clement a utilisé de l'argent du fonds d'infrastructure du sommet du G8 pour créer « une caisse occulte personnelle de 50 millions de dollars » afin de financer des projets dans sa circonscription sans avoir à rendre de comptes au Parlement,.

#### Achat des F-35
Le 16 juillet 2010, faisant suite à un précédent contrat de développement sous le Parti libéral, le gouvernement annonce qu'il achètera 65 avions de chasse F-35 pour une somme de 9 milliards de dollars, en remplacement de sa flotte vieillissante de 103 appareils CF-18, livrés entre 1982 et 1988. Très vite, l'opposition parlementaire dénonce le fait que l'affaire ait été réglée sans appel d'offres et se demande si ce type d'avion monomoteur est bien adapté à des patrouilles en territoire arctique. Surtout, elle affirme que le gouvernement sous-estime le coût réel de cette commande, ainsi que les coûts d'entretien, alors évalués à 16 milliards. Après avoir maintenu sa décision durant deux ans, Stephen Harper est obligé d'accepter un rapport de la firme indépendante KPMG et reconnaît finalement, le 12 décembre 2012, que les coûts d'achat et d'entretien s’élèveraient en fait à 45 milliards de dollars pour 30 ans de vie utile. La commande est alors suspendue et des fonds sont débloqués pour maintenir la flotte de CF-18 en service. Les frais d'annulation de cet important contrat n'ont pas été rendus publics. Toutefois, Lockheed Martin déclare, en septembre 2013, que le Canada pourrait perdre 10,5 milliards $ en contrats si l'achat était annulé. Le rapport du vérificateur général du Canada, Michael Ferguson, accuse les ministères de la Défense et des Travaux publics d’avoir camouflé le coût réel du programme d’achat de ces avions.
En 2011, le gouvernement canadien avait évalué à 35 milliards de dollars la construction de 40 nouveaux bateaux, dont 15 navires de combat de surface. En novembre 2013, le ministère des Travaux publics reconnaît que cette estimation ne tient pas compte des coûts de fonctionnement et d’exploitation, ainsi que des frais de personnel, sur une période de 30 ans, soit le cycle de vie complet des bateaux, et annonce que le coût révisé devrait dépasser 100 milliards de dollars,.

#### Publicité pour les budgets et les programmes
Les partis d'opposition et les éditoriaux de plusieurs grands journaux dénoncent l'utilisation de fonds publics pour diffuser des publicités surtout utiles au Parti conservateur. Entre 2009 et 2012, Stephen Harper a dépensé 113 000 000 $ en annonces publicitaires faisant la promotion de ses budgets,. En 2014, le gouvernement continue à faire la promotion d'un Plan d'action économique datant de 2009 et dont les fonds sont taris, en plaçant des publicités coûteuses et sans contenu informatif dans des émissions télévisées comme le Super Bowl, la Coupe Stanley et les Olympiques. L'octroi d'une subvention fédérale à un groupe communautaire est souvent accompagné par la remise d'un faux chèque de grand format portant le logo du Parti conservateur.
On a également critiqué l'usage de fonds publics pour un site web gouvernemental de vidéos mettant en vedette le premier ministre et dans lequel des personnalités font la promotion de ses initiatives.
Entre 2009 et 2014, le gouvernement a dépensé 383 000 $ en sondages d'opinion sur les réactions des citoyens à ses publicités.
À quelques mois de l'élection de 2015, le gouvernement dépense encore 7,5 millions pour faire la publicité de son budget avec l'argent public. Au total, entre 2006 et 2015, le gouvernement a dépensé 750 millions pour faire la promotion de ses programmes.

#### Trou de 3 milliards
Sur une somme de 12 milliards de dollars consacrés à la lutte contre le terrorisme entre 2001 et 2009, un montant de 3,1 milliard a disparu sans laisser de traces, selon un rapport du vérificateur général rendu public en mai 2013. Six mois plus tard, le gouvernement n'avait toujours pas fourni d'explications sur un trou d'une telle ampleur. Selon Kevin Page, ancien commissaire au budget du Parlement, cette somme pourrait avoir été distribuée entre divers ministères sans avoir été comptabilisée, ou avoir été utilisée à des fins que les Conservateurs ne souhaitent pas rendre publiques.

### Scandales

#### Les dépenses «in and out» de l'élection 2006
Lors de la campagne électorale de 2006, le Parti conservateur, qui avait largement dépassé le plafond de dépenses autorisées par la loi électorale, imputa à 67 de ses circonscriptions locales la portion de ses dépenses nationales dépassant la limite permise, impliquant plus d'un million de dollars en publicité télévisée. Le trésorier national du parti, Irving Gerstein (devenu sénateur en 2009), et le chef de campagne, Doug Finley (également devenu sénateur en 2009), étaient les principaux responsables de ce stratagème connu sous le nom de « in and out », qui permit au parti d'obtenir, dans un premier temps, un remboursement de 60 % de ces dépenses. Lorsque Élections Canada découvrit la fraude et réclama le retour des sommes indûment versées, le Parti lutta devant les tribunaux durant six ans avant de finalement accepter, le 7 mars 2012, de rembourser 230 198 $ aux contribuables, et de payer une amende de 52 000 $.

#### Les appels téléphoniques frauduleux de l'élection 2011
Lors de la campagne électorale de 2011, des milliers d'appels téléphoniques ont été faits sous couvert d'Élections Canada à des électeurs pour indiquer, faussement, que leur bureau de vote avait été changé. Cette fraude massive couvre quelque 200 circonscriptions. Au printemps 2012, le Conseil des Canadiens a demandé au tribunal d'invalider les élections dans six circonscriptions où les conservateurs avaient gagné de justesse. Dans son jugement rendu le 24 mai 2013, le juge a reconnu que la fraude était massive, systématique, réalisée par quelqu'un qui avait accès à la base de données très sophistiquée du Parti conservateur ainsi qu'à ses ressources financières, et qui s'en est servi pour le bénéfice de ce parti. Tout en critiquant sévèrement les tentatives d'obstruction du Parti conservateur durant toute la durée du procès, le juge a toutefois refusé d'annuler les résultats des élections dans les six circonscriptions en question. Toutefois, l'enquête d'Élections Canada sur cette fraude se poursuit dans la circonscription de Guelph, qui n'était pas visée par la cause portée devant le juge.

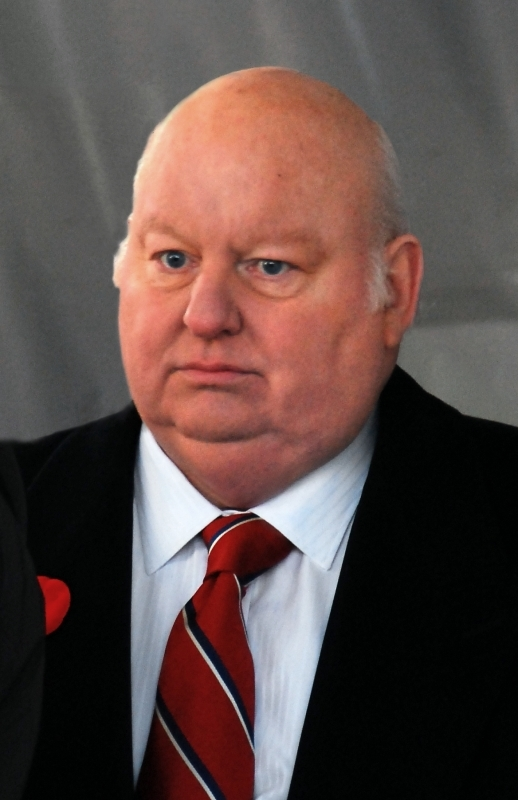
L'affaire Duffy a fait les manchettes sous Stephen Harper.

#### L'affaire Duffy
En décembre 2012, un comité des finances du Sénat révèle que le sénateur Mike Duffy et trois de ses collègues avaient présenté des demandes de remboursement excessives et sans doute inappropriées pour leurs frais de voyage et de résidence. Le 22 février 2013, Mike Duffy annonce dans une entrevue télévisée qu'il va rembourser une somme de 90 000 $ à laquelle il n'avait pas droit. En mai, on apprend que, en tant que membre influent du caucus conservateur, Duffy avait bénéficié d'un traitement de faveur de la part du comité sénatorial, qui n'avait pas transmis son dossier à l'audit en raison de ce remboursement. Les conservateurs cherchent toutefois à étouffer tout soupçon de comportement inapproprié et Stephen Harper va jusqu'à faire l'éloge du sénateur « pour avoir fait preuve de « leadership » dans le scandale des dépenses du Sénat».
Or, le 14 mai, il apparaît que Duffy a pu rembourser le Sénat grâce à un chèque cadeau de 90 172 $ que lui avait fait le chef de cabinet de Stephen Harper, Nigel Wright, un chèque peut-être tiré sur « une caisse occulte » du bureau du premier ministre. On apprend aussi que Duffy avait facturé le Sénat pour des frais de déplacement encourus lors de sa participation à la campagne de Stephen Harper en 2011. Devant les réactions outragées du public, Mike Duffy quitte le caucus conservateur pour désormais siéger comme sénateur indépendant, tandis que Nigel Wright démissionne deux jours plus tard. Ce qui n'était au départ que simple malversation d'un individu peu scrupuleux est devenu un scandale qui éclabousse le premier ministre ainsi que le Sénat. On parle à ce propos de duffygate ou de sénatgate, et l'affaire ébranle les milieux conservateurs. Ce dernier scandale est d'autant plus dommageable pour Stephen Harper qu'il s'était fait élire « en promettant un autre style de gouvernement, modeste, anti-élitiste et respectueux de l'argent du contribuable».
Lors de la séance parlementaire du 28 mai, Thomas Mulcair et Justin Trudeau cherchent à savoir du premier ministre à quel moment ce dernier a été avisé du cadeau fait à Mike Duffy par son chef de cabinet. Ils insistent aussi pour que soient rendus publics le chèque en question ainsi que les échanges de courriels entre les parties impliquées, car il y a eu obstruction d'un audit, manquement aux règles d'éthique sur les cadeaux à des législateurs et infraction au principe fondamental de séparation des pouvoirs. Comme le fait remarquer le député NPD Charlie Angus, au cours de la même séance, la situation est fort différente du scandale des commandites qui avait provoqué la chute du gouvernement libéral, car « la corruption dont il s'agit n'est pas le fait d'agents véreux, de personnes œuvrant en retrait pour le parti, mais bien de personnes qui font partie du Cabinet même du premier ministre ».
En octobre 2013, un agent de la GRC révèle que, au cours des quatre années précédentes, Duffy avait également facturé au Sénat un montant totalisant près de 65 000 $ en contrats douteux accordés à un de ses amis.
Le 22 octobre 2013, Mike Duffy affirme devant le Sénat avoir eu une rencontre en février avec Stephen Harper et Nigel Wright au sujet de ses dépenses de logement et que le premier ministre lui aurait dit de rembourser le montant en question sous peine d'expulsion du caucus. Le lendemain, en Chambre, Harper nie catégoriquement avoir participé à cette rencontre. Le sénateur et trésorier du Parti conservateur, Irving Gerstein, affirme au congrès de son parti, tenu à Calgary les 1er et 2 novembre, que le parti avait remboursé les dépenses d'avocat de Duffy, pour un montant de 13 500 $, mais qu'il n'avait jamais été question de lui rembourser les dépenses de logement. Il contredisait ainsi une déclaration faite sous serment par Nigel Wright selon laquelle M. Gerstein était d'abord prêt à couvrir un montant de 32 000 $, mais qu'il avait reculé en apprenant que le montant était près de trois fois plus élevé.
Le 5 novembre 2013, le Sénat suspend sans traitement les sénateurs Mike Duffy, Patrick Brazeau et Pamela Wallin.

#### Espionnage du Brésil
Le 6 octobre 2013, s'appuyant sur des documents rendus publics par Edward Snowden, la chaîne de télévision Globo révèle que le Centre de la sécurité des télécommunications (CSTC) aurait espionné les communications du ministère brésilien des Mines et de l'Énergie à l'aide du programme Olympia mis au point secrètement par la NSA. À la suite de ces révélations, le Brésil a convoqué l'ambassadeur canadien pour lui témoigner son indignation et il annonce un gel des demandes d'exploitation provenant de minières canadiennes.
Depuis l'arrivée au pouvoir de Harper, le gouvernement organise une conférence secrète semestrielle réunissant des représentants des compagnies minières et d'énergie avec des responsables de divers ministères et des agents du CSTC. Selon le Guardian, Harper a remodelé la politique extérieure du Canada de façon à offrir un appui inconditionnel à ces compagnies, liant aide extérieure et investissements en Afrique, Asie et Amérique latine, les ambassades du Canada étant réduites à agir comme agents des compagnies canadiennes, même lorsque celles-ci sont impliquées dans de sérieuses violations des droits de la personne. Certains observateurs relient l'espionnage du Brésil à la prochaine vente aux enchères de gisements pétroliers au large des côtes, dont l'importance rivalise avec les sables bitumineux de l'Alberta, le Canada cherchant à donner un avantage compétitif à ses propres compagnies.
Commentant ce scandale, l'ancien directeur du CSTC estime que la loi devrait être modifiée de façon que cet organisme puisse débattre régulièrement de ses opérations devant un comité spécial de la Chambre des communes, dont les membres seraient tenus au secret.

#### Espionnage du G20 et des citoyens canadiens
Lors du sommet du G20 à Toronto, le Canada aurait donné le feu vert à la NSA, organisme américain d'espionnage, pour une vaste opération de surveillance des communications des délégués des pays participants. Or, une telle opération est interdite par la loi, le CSTC n'ayant « pas le droit d'espionner qui que ce soit en sol canadien ni de permettre à un partenaire étranger de le faire, à moins d'avoir l'autorisation d'un juge. » Le CSTC et la NSA échangent non seulement des informations mais aussi du personnel et travaillent la main dans la main, le Canada ciblant des pays qui ne sont pas accessibles aux Américains. Cette étroite collaboration est dénoncée par les partis d'opposition, qui craignent qu'elle ébranle la réputation du Canada à l'étranger. Cette façon de contourner la loi a été sévèrement critiquée par le juge Mosley de la Cour fédérale, qui estime que le CSTC a délibérément trompé l'organisme de surveillance en omettant de lui faire part de ses activités d'échange d'informations avec des agences étrangères.
À la suite des révélations d'Edward Snowden sur la « vaste et systématique collecte de renseignements personnels sur des citoyens innocents », laquelle contrevient à la loi sur la protection des renseignements personnels et les documents électroniques, un rapport de l'Union européenne rendu public en janvier 2014 demande le rappel de l'accord de partage des renseignements personnels avec le Canada.
Alors qu'en janvier 2014, le président Obama annonce des mesures d'encadrement des activités de la NSA, le gouvernement canadien reste silencieux sur ses propres activités d'espionnage.

## Départ de la politique
Harper retourne à Ottawa en tant que député d'arrière-ban conservateur et prend la parole lors d'une réunion du caucus conservateur qui comprend des députés défaits en novembre. Rona Ambrose, leader intérimaire, déclare que Harper serait à la Chambre pour les votes clés. En février 2018, il déclare qu'il aurait pu être « facilement » chef du Parti conservateur, mais il a choisi de ne pas accumuler trop de pouvoir pour assurer la prospérité future du parti.
En décembre 2015, Harper crée Harper & Associates Consulting Inc., une société qui le nomme administrateur aux côtés de ses proches collaborateurs Ray Novak et Jeremy Hunt. Harper annoncé en mai 2016 qu'il prévoit démissionner de son siège à la Chambre des communes au cours de l'été, avant la session parlementaire d'automne.
Le 26 mai 2016, il est nommé membre du conseil d'administration du Parti conservateur. Au cours du même mois, Harper prononce un discours au congrès du Parti conservateur de 2016 où ses réalisations en tant que chef du parti et premier ministre sont honorées. En octobre 2017, Harper critique la façon dont Justin Trudeau a traite la renégociation de l'Accord de libre-échange nord-américain amorcé par les États-Unis sous la présidence de Donald Trump, affirmant que Trudeau est trop réticent à faire des concessions aux États-Unis et essaie de faire avancer les politiques de gauche à travers les renégociations.
Le 2 février 2018, Harper révèle dans un communiqué qu'il était au courant des allégations d'inconduite sexuelle contre le député conservateur Rick Dykstra lors des élections de 2015, mais qu'il ne pouvait pas le retirer parce que l'enquête avait été fermée par la police un an avant les élections.
Le 26 mars 2018, Harper assiste au Gala international de la fraternité des chrétiens et des juifs à Mar-a-Lago, où il déclare exprimer son soutien au discours du président américain Donald Trump sur Jérusalem. Il exprime également son soutien à la décision de Trump de se retirer de l'accord avec l'Iran en prêtant sa signature à une publicité parue dans le New York Times, un jour après la décision Trump,.
Son attitude change complètement en 2025, alors que le président Trump parle ouvertement d'annexer le Canada et engage une guerre commerciale en imposant des droits de douane de 25 % afin de forcer les entreprises à se relocaliser aux États-Unis. Harper déclare alors que le Canada devrait maintenir son indépendance à tout prix : « Si j'étais encore premier ministre, je serais prêt à appauvrir le Canada afin qu'il ne soit pas annexé, si c'était l'option à laquelle nous serions confrontés. » Exposant sa position dans une lettre publiée dans La Presse, il se déclare en faveur de mesures de représailles bien calibrées, s'oppose à des concessions unilatérales et insiste sur la nécessité « d’élaborer un programme à long terme pour devenir une économie compétitive au niveau international ». En juillet 2025, Harper déclare que la guerre commerciale avec les États-Unis est un « signal d’alarme » qui devrait inciter le Canada à diversifier ses partenaires commerciaux.

## Vie privée
À la fin des 1980, il est devenu chrétien évangélique, membre de la RockPointe Church de Bearspaw (Alliance chrétienne et missionnaire), en banlieue de Calgary, Alberta. Après son déménagement à Ottawa en 2003, il est devenu membre de East Gate Alliance Church.

## Dans la culture populaire
En 2011, Stephen Harper fait une apparition caméo (dans le rôle d'un policier) dans l'épisode 7 de la saison 4 de la série télévisée Murdoch Mysteries.

## Distinctions

### Prix et récompenses
- Prix de l'« Homme d'État de l'année » en 2012 : « honore les dirigeants qui soutiennent la paix et la liberté, par la promotion de la tolérance, la dignité humaine et les droits de l’homme ». Prix remis par la fondation Appeal of Conscience.
- Médaille du jubilé de diamant (reçue du gouverneur général du Canada) [535]
- Docteur en philosophie (Doctorat honoris causa) de l'université de Tel Aviv, le 23 janvier 2014[536]

### Décorations
- Compagnon de l'ordre du Canada Il est fait compagnon le 28 décembre 2019[537]
- Ordre de la Liberté (Ukraine)

### Honneurs
- Membre du Conseil privé de la Reine pour le Canada (2004) [538]

Stephen Harper a reçu la médaille du jubilé de diamant.
Stephen Harper est membre du Conseil privé de la Reine pour le Canada.

## Résultats électoraux

### Chambre des communes
| Élection           | Circonscription   | Parti | Parti        | Voix   | %    | Résultats |
| ------------------ | ----------------- | ----- | ------------ | ------ | ---- | --------- |
| Fédérales de 1988  | Calgary-Ouest     |       | Réformiste   | 9 074  | 16,6 | Échec     |
| Fédérales de 1993  | Calgary-Ouest     |       | Réformiste   | 30 209 | 52,2 | Élu       |
| Partielles de 2002 | Calgary-Sud-Ouest |       | Alliance     | 13 200 | 71,7 | Élu       |
| Fédérales de 2004  | Calgary-Sud-Ouest |       | Conservateur | 35 297 | 68,4 | Élu       |
| Fédérales de 2006  | Calgary-Sud-Ouest |       | Conservateur | 41 549 | 72,4 | Élu       |
| Fédérales de 2008  | Calgary-Sud-Ouest |       | Conservateur | 38 548 | 73,0 | Élu       |
| Fédérales de 2011  | Calgary-Sud-Ouest |       | Conservateur | 42 998 | 75,1 | Élu       |
| Fédérales de 2015  | Calgary Heritage  |       | Conservateur | 37 263 | 63,8 | Élu       |